# Lista de antas localizadas em Espanha
Esta é uma lista de antas localizadas em Espanha, lista não exaustiva das antas/dólmens/mamoas existentes em Espanha, mas tão só das registadas enquanto tal na Wikidata. A lista está ordenada alfabeticamente pela localização administrativa de cada anta.
Antas/dólmens/mamoas são construções megalíticas pré-históricas de carácter sepulcral para inumações colectivas constituídas por uma câmara formada por grandes esteios (pilares) de pedra e fechada no topo dos esteios por uma laje horizontal também de pedra, construção esta que era finalmente coberta por uma camada semicircular de terra e pedras, a mamoa, tendo esta camada de terra em muitos casos sido destruída pela erosão da chuva e do vento, e pela ação do homem, e daí as antas propriamente ditas que subsistiram ao longo do tempo estarem em geral completamente descobertas e visíveis a olho nu.
Este tipo de construções pré-históricas encontra-se disseminadado especialmente pelo norte do território continental espanhol.
| Designação                                                | Imagem | Localização                                   | Coordenadas Geográficas                                                             |
| --------------------------------------------------------- | ------ | --------------------------------------------- | ----------------------------------------------------------------------------------- |
| La Pasada del Abad                                        |        |                                               | 37° 58′ 39″ N, 7° 08′ 37″ O                                                         |
| Dolmen de La Capilleta                                    |        |                                               | 42° 18′ 18″ N, 0° 02′ 58″ L                                                         |
| Dolmen de Hospital                                        |        | A Fonsagrada                                  |                                                                                     |
| A Pedra da Arca                                           |        | A Pontenova                                   |                                                                                     |
| A Chousa Nova                                             |        | Abades, Silleda                               | 42° 45′ 24″ N, 8° 17′ 34″ O                                                         |
| Belkoain                                                  |        | Aduna Andoain                                 | 43° 13′ 17″ N, 2° 02′ 57″ O                                                         |
| Dolmen of Rocalba                                         |        | Agullana                                      | 42° 24′ 51″ N, 2° 51′ 23″ L                                                         |
| dolmen de la Jaça d'en Torrent                            |        | Agullana                                      | 42° 23′ 23″ N, 2° 53′ 23″ L                                                         |
| dolmen de la Barraca del Lladre                           |        | Agullana                                      | 42° 23′ 13″ N, 2° 53′ 33″ L                                                         |
| Dolmen de la Jaça del Lladre                              |        | Agullana                                      | 42° 23′ 31″ N, 2° 53′ 12″ L                                                         |
| Roc del Frare                                             |        | Agullana                                      | 42° 23′ 20″ N, 2° 50′ 24″ L                                                         |
| Olarteta                                                  |        | Aia                                           | 43° 13′ 38″ N, 2° 09′ 56″ O                                                         |
| Beldarrain                                                |        | Aia                                           | 43° 14′ 58″ N, 2° 05′ 53″ O                                                         |
| Loatzu I                                                  |        | Aia                                           | 43° 14′ 58″ N, 2° 05′ 25″ O                                                         |
| Loatzu Ii                                                 |        | Aia                                           | 43° 14′ 55″ N, 2° 05′ 13″ O                                                         |
| Otagain                                                   |        | Aia Asteasu                                   | 43° 11′ 57″ N, 2° 09′ 05″ O                                                         |
| Dolmen de Villablanca                                     |        | Aiamonte                                      | No/unknown value                                                                    |
| Dolmen de Can Serra de l’Arca                             |        | Aiguafreda                                    | 41° 47′ 10″ N, 2° 16′ 19″ L                                                         |
| Dolmen de Cruïlles                                        |        | Aiguafreda                                    | 41° 46′ 50″ N, 2° 15′ 40″ L                                                         |
| Necrópolis del Pago de San Ambrosio                       |        | Alanís                                        | No/unknown value                                                                    |
| Roza das Modias                                           |        | Alba                                          | 43° 15′ 32″ N, 7° 44′ 05″ O                                                         |
| El Gandul : Tumba del Pedrejón                            |        | Alcalá de Guadaíra                            | No/unknown value                                                                    |
| El Gandul : El Término                                    |        | Alcalá de Guadaíra                            | No/unknown value                                                                    |
| El Gandul : Cueva del Vaquero                             |        | Alcalá de Guadaíra                            | 37° 20′ 41″ N, 5° 46′ 46″ O                                                         |
| El Gandul : Cañada Honda G                                |        | Alcalá de Guadaíra                            | No/unknown value                                                                    |
| El Gandul : Tumba de La Casilla                           |        | Alcalá de Guadaíra                            | No/unknown value                                                                    |
| Cerro de Tomillo                                          |        | Alcalá del Valle                              | 36° 56′ 47″ N, 5° 07′ 59″ O                                                         |
| El Carnerin I                                             |        | Alcalá del Valle                              | No/unknown value                                                                    |
| Dolmen Juan Rol I                                         |        | Alcântara                                     | 39° 39′ 03″ N, 6° 53′ 29″ O                                                         |
| Dolmen Barcollero                                         |        | Alcântara                                     |                                                                                     |
| Dolmen du Cabezo                                          |        | Alcântara                                     |                                                                                     |
| Dolmen Cajirón I                                          |        | Alcântara                                     |                                                                                     |
| Dolmen Calderones                                         |        | Alcântara                                     |                                                                                     |
| Dolmen Camisones                                          |        | Alcântara                                     |                                                                                     |
| Dolmen Carbonero                                          |        | Alcântara                                     |                                                                                     |
| Dolmen Carrascal I                                        |        | Alcântara                                     |                                                                                     |
| Dolmen Carrascal II                                       |        | Alcântara                                     |                                                                                     |
| Dolmen Cerro Conejo I                                     |        | Alcântara                                     |                                                                                     |
| Dolmen Cerro Conejo II                                    |        | Alcântara                                     |                                                                                     |
| Dolmen Cornejo                                            |        | Alcântara                                     |                                                                                     |
| Dolmen La Fragua                                          |        | Alcântara                                     |                                                                                     |
| Dolmen La Fraila                                          |        | Alcântara                                     |                                                                                     |
| Dolmen Galavis                                            |        | Alcântara                                     |                                                                                     |
| Dolmen Holmillo                                           |        | Alcântara                                     |                                                                                     |
| Dolmen Juan Rol II                                        |        | Alcântara                                     |                                                                                     |
| Dolmen La Llorona                                         |        | Alcântara                                     |                                                                                     |
| Dolmen Maimón I                                           |        | Alcântara                                     |                                                                                     |
| Dolmen Maimón II                                          |        | Alcântara                                     | 39° 39′ 37″ N, 6° 52′ 39″ O                                                         |
| Dolmen Maimón III                                         |        | Alcântara                                     |                                                                                     |
| Dólmen Miras I                                            |        | Alcântara                                     |                                                                                     |
| Dolmen Miras II                                           |        | Alcântara                                     |                                                                                     |
| Dolmen Moheda                                             |        | Alcântara                                     |                                                                                     |
| Dolmen Noguer                                             |        | Alcântara                                     |                                                                                     |
| Dolmen La Puente                                          |        | Alcântara                                     |                                                                                     |
| Dolmen Retamar                                            |        | Alcântara                                     |                                                                                     |
| Dolmen San Jordán                                         |        | Alcântara                                     |                                                                                     |
| Dolmen El Santo                                           |        | Alcântara                                     |                                                                                     |
| Dolmen Torre Botello                                      |        | Alcântara                                     |                                                                                     |
| Dolmen Torre Oviedo I                                     |        | Alcântara                                     |                                                                                     |
| Dolmen Torre Oviedo II                                    |        | Alcântara                                     |                                                                                     |
| Dolmen Trincones I                                        |        | Alcântara                                     |                                                                                     |
| Dolmen Trincones II                                       |        | Alcântara                                     |                                                                                     |
| Dolmen Trincones III                                      |        | Alcântara                                     |                                                                                     |
| Dolmen El Teriñuelo                                       |        | Aldeavieja de Tormes                          | 40° 34′ 36″ N, 5° 36′ 31″ O                                                         |
| Dolmen de Pedra Moura                                     |        | Aldemunde                                     | 43° 09′ 58″ N, 9° 00′ 28″ O                                                         |
| Loma de Galera                                            |        | Alhama de Almería                             | No/unknown value                                                                    |
| Majada del Puerto                                         |        | Alhama de Granada                             | No/unknown value                                                                    |
| Cortijo de Bartolo                                        |        | Alhama de Granada                             | No/unknown value                                                                    |
| Dolmen de La Alquería                                     |        | Alhaurín de la Torre                          | No/unknown value                                                                    |
| Loma de Alicún                                            |        | Alicún                                        | No/unknown value                                                                    |
| Los Castillejos                                           |        | Almadén de la Plata                           | No/unknown value                                                                    |
| Dolmen de Cañalazarza                                     |        | Almadén de la Plata                           | No/unknown value                                                                    |
| Dolmen de Palacio I                                       |        | Almadén de la Plata                           | No/unknown value                                                                    |
| Dolmen de La Sarteneja                                    |        | Almadén de la Plata                           | No/unknown value                                                                    |
| Dolmen de Gargantafria                                    |        | Almadén de la Plata                           | No/unknown value                                                                    |
| Dolmen de Palacio II                                      |        | Almadén de la Plata                           | No/unknown value                                                                    |
| Dolmen del Carril                                         |        | Almadén de la Plata                           | No/unknown value                                                                    |
| Dolmen de La Dehesa                                       |        | Almadén de la Plata                           | No/unknown value                                                                    |
| Dolmen de Gabino                                          |        | Almadén de la Plata                           | No/unknown value                                                                    |
| Dolmen de Palacio III                                     |        | Almadén de la Plata                           | No/unknown value                                                                    |
| Dolmen de San Gregorio                                    |        | Almarza                                       | 41° 54′ 36″ N, 2° 27′ 15″ O                                                         |
| Huerta Montero                                            |        | Almendralejo                                  | 38° 41′ 27″ N, 6° 25′ 09″ O                                                         |
| Necrópolis Megalítica del Castillejo                      |        | Almogía                                       | No/unknown value                                                                    |
| El Tesorillo de La Llaná                                  |        | Alozaina                                      | 36° 41′ 57″ N, 4° 51′ 00″ O                                                         |
| Dolmen de la Cuesta de los Almendrillos                   |        | Alozaina                                      | No/unknown value                                                                    |
| Dolmen de La Fuente del Fresno                            |        | Alpandeire                                    | No/unknown value                                                                    |
| Dolmen de Encinas Borrachas                               |        | Alpandeire                                    | 36° 40′ 50″ N, 5° 12′ 30″ O                                                         |
| Munaan                                                    |        | Alsasua Ataun                                 | 42° 56′ 53″ N, 2° 11′ 27″ O                                                         |
| Balankaleku 1 hego                                        |        | Alsasua                                       | 42° 56′ 45″ N, 2° 12′ 40″ O                                                         |
| Balankaleku 2 ipar                                        |        | Alsasua                                       | 42° 56′ 51″ N, 2° 12′ 37″ O                                                         |
| Larreluze                                                 |        | Alsasua Ataun                                 | 42° 56′ 42″ N, 2° 11′ 18″ O                                                         |
| Otsabio                                                   |        | Altzo                                         | 43° 05′ 38″ N, 2° 03′ 20″ O                                                         |
| Larrondo                                                  |        | Amezketa                                      | 43° 02′ 31″ N, 2° 03′ 06″ O                                                         |
| Urritza                                                   |        | Amezketa                                      | 43° 02′ 40″ N, 2° 03′ 13″ O                                                         |
| Ormatza I                                                 |        | Amezketa                                      | 43° 01′ 42″ N, 2° 03′ 01″ O                                                         |
| Ormatza Ii                                                |        | Amezketa                                      | 43° 01′ 43″ N, 2° 02′ 59″ O                                                         |
| dolmen de Les Collades                                    |        | Amélie-les-Bains-Palalda Maçanet de Cabrenys  | 42° 24′ 45″ N, 2° 42′ 16″ L                                                         |
| Zurgaina                                                  |        | Améscoa Baja                                  | 42° 47′ 53″ N, 2° 08′ 37″ O                                                         |
| Puerto viejo de Baquedano 1                               |        | Améscoa Baja                                  | 42° 48′ 10″ N, 2° 07′ 20″ O                                                         |
| Puerto viejo de Baquedano 2                               |        | Améscoa Baja                                  | 42° 47′ 51″ N, 2° 07′ 18″ O                                                         |
| Arantzaduia 1 mendebalde                                  |        | Améscoa Baja                                  | 42° 47′ 48″ N, 2° 10′ 40″ O                                                         |
| Arantzaduia 2 ekialde                                     |        | Améscoa Baja                                  | 42° 47′ 48″ N, 2° 10′ 40″ O                                                         |
| Aseki                                                     |        | Améscoa Baja                                  | 42° 47′ 43″ N, 2° 07′ 10″ O                                                         |
| Dolmen del Portillo de las Cortes                         |        | Anguita                                       | 41° 03′ 23″ N, 2° 24′ 22″ O                                                         |
| Aguas Tuertas dolmen                                      |        | Ansó                                          | 42° 49′ 56″ N, 0° 37′ 39″ O                                                         |
| Dólmen de Viera                                           |        | Antequera                                     | 37° 01′ 24″ N, 4° 32′ 57″ O                                                         |
| Cova da Menga                                             |        | Antequera                                     | 37° 01′ 26″ N, 4° 32′ 54″ O                                                         |
| Tholos de El Romeral                                      |        | Antequera                                     | 37° 02′ 04″ N, 4° 32′ 06″ O                                                         |
| Dolmen del Cortijo el Tardón                              |        | Antequera                                     | 36° 59′ 57″ N, 4° 24′ 56″ O                                                         |
| Baiarnegi                                                 |        | Anué                                          | 42° 58′ 37″ N, 1° 34′ 01″ O                                                         |
| Burdindogi 1 ekialde                                      |        | Anué                                          | 43° 00′ 01″ N, 1° 33′ 11″ O                                                         |
| Burdindogi 2 mendebalde                                   |        | Anué                                          | 43° 00′ 02″ N, 1° 33′ 13″ O                                                         |
| Gereziain                                                 |        | Anué                                          | 43° 00′ 22″ N, 1° 34′ 28″ O                                                         |
| Baiarnegi 2 ipar                                          |        | Anué                                          | 42° 58′ 43″ N, 1° 34′ 02″ O                                                         |
| Trikutseta                                                |        | Araiz                                         | 43° 02′ 11″ N, 2° 01′ 44″ O                                                         |
| Butxi                                                     |        | Aranaz                                        | 43° 12′ 25″ N, 1° 45′ 47″ O                                                         |
| Artabakar                                                 |        | Arbizu                                        | 42° 56′ 58″ N, 2° 03′ 04″ O                                                         |
| Zanaz 1 mendebalde                                        |        | Arce                                          | 42° 55′ 01″ N, 1° 20′ 15″ O                                                         |
| Xurize 1 (Palomeras)                                      |        | Arce                                          | 42° 56′ 36″ N, 1° 20′ 38″ O                                                         |
| Xurize 2 (Palomeras)                                      |        | Arce                                          | 42° 56′ 35″ N, 1° 20′ 38″ O                                                         |
| Xurize (dudoso)                                           |        | Arce                                          | 42° 56′ 33″ N, 1° 20′ 17″ O                                                         |
| Añigurrita                                                |        | Arce                                          | 42° 57′ 11″ N, 1° 20′ 34″ O                                                         |
| Dolmen de la Pera                                         |        | Ardèvol                                       | 41° 52′ 14″ N, 1° 32′ 13″ L                                                         |
| Cortijo de Liñán Alto                                     |        | Arenas del Rey                                | No/unknown value                                                                    |
| Cortijo de la Navilla                                     |        | Arenas del Rey                                | No/unknown value                                                                    |
| Casas del Pantano                                         |        | Arenas del Rey                                | No/unknown value                                                                    |
| El Cambullón                                              |        | Arenas del Rey                                | No/unknown value                                                                    |
| Cortijo de Los Vínculos                                   |        | Arenas del Rey                                | No/unknown value                                                                    |
| Cortijo Blanco                                            |        | Arenas del Rey                                | No/unknown value                                                                    |
| Dolmen de Argalo                                          |        | Argalo, Noia                                  | 42° 46′ 08″ N, 8° 53′ 28″ O                                                         |
| dolmen dels Plans de Ferran                               |        | Argençola                                     | 41° 34′ 10″ N, 1° 27′ 09″ L                                                         |
| Los Puntales                                              |        | Aroche                                        | No/unknown value                                                                    |
| La Lamera                                                 |        | Aroche                                        | No/unknown value                                                                    |
| La Castellana III                                         |        | Aroche                                        | No/unknown value                                                                    |
| Dolmen de Montero                                         |        | Aroche                                        | No/unknown value                                                                    |
| La Portilla                                               |        | Aroche                                        | No/unknown value                                                                    |
| La Corteganesa                                            |        | Aroche                                        | No/unknown value                                                                    |
| Los Praditos I                                            |        | Aroche                                        | No/unknown value                                                                    |
| El Torrejón II                                            |        | Aroche                                        | No/unknown value                                                                    |
| Monte Perro                                               |        | Aroche                                        | No/unknown value                                                                    |
| Dolmen de la Belleza                                      |        | Aroche                                        | 37° 57′ 24″ N, 6° 55′ 58″ O                                                         |
| La Alcalaboza II                                          |        | Aroche                                        | No/unknown value                                                                    |
| Las Peñas                                                 |        | Aroche                                        | No/unknown value                                                                    |
| Casetón de los Moros                                      |        | Arrabalde                                     | 42° 06′ 38″ N, 5° 54′ 05″ O                                                         |
| Debata 1 Arruazu (dinamita)                               |        | Arruazu                                       | 42° 57′ 07″ N, 1° 59′ 40″ O                                                         |
| Debata 2 Arruazu (junto a pista)                          |        | Arruazu                                       | 42° 57′ 06″ N, 1° 59′ 46″ O                                                         |
| Elurmenta 1 mendebalde                                    |        | Arruazu                                       | 42° 57′ 15″ N, 1° 59′ 50″ O                                                         |
| Aubia 2 hego                                              |        | Arruazu                                       | 42° 57′ 21″ N, 2° 00′ 24″ O                                                         |
| Elurmenta 2 ekialde                                       |        | Arruazu                                       | 42° 57′ 13″ N, 1° 59′ 38″ O                                                         |
| Enerizko atea                                             |        | Artajona                                      |                                                                                     |
| Farangortea (Portillo Eneritz)                            |        | Artajona                                      | 42° 37′ 31″ N, 1° 45′ 05″ O                                                         |
| Sancho Martín I                                           |        | Artajona                                      | 42° 31′ 55″ N, 2° 16′ 32″ O                                                         |
| Andiuz                                                    |        | Artajona                                      | 42° 36′ 59″ N, 1° 43′ 31″ O                                                         |
| San Bartolomé                                             |        | Artajona                                      | 42° 34′ 45″ N, 1° 44′ 15″ O                                                         |
| Jugondo V                                                 |        | Artajona                                      | 42° 32′ 36″ N, 1° 47′ 15″ O                                                         |
| Karakidoia II                                             |        | Artajona                                      | 42° 36′ 14″ N, 1° 43′ 29″ O                                                         |
| Zaingo Ordeka                                             |        | Asteasu                                       | 43° 11′ 14″ N, 2° 09′ 04″ O                                                         |
| Palankaleku                                               |        | Asteasu                                       | 43° 13′ 09″ N, 2° 06′ 10″ O                                                         |
| Aitxu                                                     |        | Ataun Idiazabal                               | 42° 57′ 34″ N, 2° 12′ 56″ O                                                         |
| Erremedio                                                 |        | Ataun                                         | 42° 58′ 54″ N, 2° 07′ 51″ O                                                         |
| Igartza Mendebaldea                                       |        | Ataun Urdiain Alsasua                         | 42° 56′ 07″ N, 2° 10′ 22″ O                                                         |
| Praalata                                                  |        | Ataun Idiazabal                               | 42° 57′ 34″ N, 2° 12′ 56″ O                                                         |
| Txotxeta                                                  |        | Ataun                                         | 42° 58′ 45″ N, 2° 07′ 49″ O                                                         |
| Auzaldia                                                  |        | Atetz                                         | 42° 58′ 33″ N, 1° 43′ 04″ O                                                         |
| Mugarri autsi (Beuntza)                                   |        | Atetz                                         | 42° 58′ 33″ N, 1° 43′ 59″ O                                                         |
| Partzelaundiak                                            |        | Atetz                                         | 42° 58′ 28″ N, 1° 42′ 50″ O                                                         |
| Lindus 1 hego                                             |        | Auritz-Burguete                               | 43° 01′ 28″ N, 1° 21′ 37″ O                                                         |
| Lindus 2 ipar (arrasado)                                  |        | Auritz-Burguete                               | 43° 01′ 44″ N, 1° 21′ 31″ O                                                         |
| Iruarrieta                                                |        | Azkoitia                                      | 43° 07′ 52″ N, 2° 18′ 51″ O                                                         |
| Iruarrieta I                                              |        | Azkoitia                                      | 43° 07′ 55″ N, 2° 18′ 36″ O                                                         |
| Frantsesbaso                                              |        | Azkoitia Bergara                              | 43° 09′ 21″ N, 2° 21′ 50″ O                                                         |
| Dolmen de Azután                                          |        | Azután                                        | 39° 46′ 50″ N, 5° 08′ 54″ O                                                         |
| Dolmen de Almazorre                                       |        | Aínsa-Sobrarbe                                | 42° 17′ 06″ N, 0° 05′ 11″ L                                                         |
| Dolmen de Pueyoril                                        |        | Aínsa-Sobrarbe                                | 42° 17′ 58″ N, 0° 03′ 45″ L                                                         |
| La Mina de Farangortea                                    |        | Añorbe                                        | 42° 37′ 23″ N, 1° 44′ 44″ O                                                         |
| Argonitz                                                  |        | Bacáicoa Iturmendi Ataun                      | 42° 56′ 27″ N, 2° 07′ 57″ O                                                         |
| Dolmen de Toriñuelo                                       |        | Badajoz                                       | 38° 19′ 55″ N, 6° 42′ 50″ O                                                         |
| dolmen de Perauba                                         |        | Baix Pallars                                  | 42° 18′ 56″ N, 0° 59′ 06″ L                                                         |
| la Cabana de la Mosquera                                  |        | Baix Pallars                                  | 42° 19′ 12″ N, 1° 02′ 54″ L                                                         |
| Dolmen des Esplanes                                       |        | Baix Pallars                                  | 42° 19′ 03″ N, 1° 02′ 41″ L                                                         |
| Albia trikuharria                                         |        | Baraibar                                      | 42° 57′ 44″ N, 1° 59′ 49″ O                                                         |
| dolmen of La Lapita                                       |        | Barcarrota                                    | 38° 32′ 54″ N, 6° 52′ 49″ O                                                         |
| dolmen El MIlano                                          |        | Barcarrota                                    | 38° 30′ 48″ N, 6° 53′ 55″ O                                                         |
| Tres Montes                                               |        | Bardenas Reales                               | 42° 05′ 59″ N, 1° 28′ 17″ O                                                         |
| Bi Ahizpen Sepultura (Leitzegi)                           |        | Basaburúa Mayor                               | 43° 03′ 06″ N, 1° 50′ 38″ O                                                         |
| Azerilar                                                  |        | Basaburúa Mayor                               | 43° 03′ 48″ N, 1° 51′ 57″ O                                                         |
| Agorritz                                                  |        | Basaburúa Mayor                               | 43° 03′ 56″ N, 1° 52′ 22″ O                                                         |
| Oriñ (destruido)                                          |        | Basaburúa Mayor                               | 43° 03′ 18″ N, 1° 51′ 23″ O                                                         |
| Beigañe (destruido)                                       |        | Basaburúa Mayor                               | 43° 02′ 53″ N, 1° 48′ 11″ O                                                         |
| Patat-alor (Zurittu berri)                                |        | Basaburúa Mayor                               | 43° 02′ 50″ N, 1° 46′ 17″ O                                                         |
| Alkardur 1 mendebalde (Otzola)                            |        | Basaburúa Mayor                               | 43° 02′ 43″ N, 1° 49′ 15″ O                                                         |
| Beztaun (Korosmendia)                                     |        | Basaburúa Mayor                               | 43° 02′ 04″ N, 1° 50′ 35″ O                                                         |
| San Paulo                                                 |        | Basaburúa Mayor                               | 43° 01′ 25″ N, 1° 50′ 38″ O                                                         |
| Elkorra                                                   |        | Basaburúa Mayor                               | 43° 02′ 23″ N, 1° 49′ 26″ O                                                         |
| Perrarte (Ziñeko gañe)                                    |        | Basaburúa Mayor                               | 43° 01′ 07″ N, 1° 49′ 01″ O                                                         |
| Alkardur 2 ekialde                                        |        | Basaburúa Mayor                               | 43° 02′ 45″ N, 1° 49′ 04″ O                                                         |
| Artxiña                                                   |        | Basaburúa Mayor                               | 43° 02′ 40″ N, 1° 47′ 42″ O                                                         |
| Arkatxiki                                                 |        | Basaburúa Mayor                               | 42° 59′ 12″ N, 1° 45′ 30″ O                                                         |
| Gurutzeondo (Udabe)                                       |        | Basaburúa Mayor                               | 42° 58′ 39″ N, 1° 49′ 34″ O                                                         |
| dolmen del Perotillo                                      |        | Bassella                                      | 41° 58′ 59″ N, 1° 15′ 33″ L                                                         |
| Dolmen d'Estracs                                          |        | Bassella                                      | 42° 00′ 09″ N, 1° 17′ 33″ L                                                         |
| Ibañeta                                                   |        | Baztan                                        | 43° 15′ 18″ N, 1° 33′ 19″ O                                                         |
| Soroaundi                                                 |        | Baztan                                        | 43° 15′ 03″ N, 1° 33′ 42″ O                                                         |
| Etxartea                                                  |        | Baztan                                        | 43° 14′ 44″ N, 1° 33′ 26″ O                                                         |
| Azkar ekialde                                             |        | Baztan                                        | 43° 15′ 52″ N, 1° 31′ 26″ O                                                         |
| Legate 1                                                  |        | Baztan                                        | 43° 10′ 12″ N, 1° 33′ 47″ O                                                         |
| Legate 2 (destruído)                                      |        | Baztan                                        | 43° 10′ 12″ N, 1° 33′ 47″ O                                                         |
| Legate 3 (destruído)                                      |        | Baztan                                        | 43° 10′ 11″ N, 1° 33′ 44″ O                                                         |
| Legate 4 (Arakan)                                         |        | Baztan                                        | 43° 10′ 01″ N, 1° 34′ 05″ O                                                         |
| Xaldarri 1 ipar                                           |        | Baztan                                        | 43° 09′ 12″ N, 1° 34′ 36″ O                                                         |
| Xaldarri 2 hego                                           |        | Baztan                                        | 43° 09′ 10″ N, 1° 34′ 36″ O                                                         |
| Mairu-harri                                               |        | Baztan                                        | 43° 09′ 14″ N, 1° 34′ 40″ O                                                         |
| Urriki 1 ekialde                                          |        | Baztan                                        | 43° 09′ 12″ N, 1° 35′ 10″ O                                                         |
| Urriki 2 mendebalde                                       |        | Baztan                                        | 43° 09′ 12″ N, 1° 35′ 11″ O                                                         |
| Legate 5 (Iñarzeta)                                       |        | Baztan                                        | 43° 10′ 12″ N, 1° 32′ 56″ O                                                         |
| Legate 6                                                  |        | Baztan                                        | 43° 10′ 32″ N, 1° 34′ 00″ O                                                         |
| Xolborroko harri                                          |        | Baztan                                        | 43° 11′ 49″ N, 1° 29′ 54″ O                                                         |
| Larro                                                     |        | Baztan                                        | 43° 12′ 04″ N, 1° 29′ 59″ O                                                         |
| Ezkitz 1 ipar                                             |        | Baztan                                        | 43° 11′ 04″ N, 1° 31′ 44″ O                                                         |
| Mendixar                                                  |        | Baztan                                        | 43° 12′ 55″ N, 1° 29′ 40″ O                                                         |
| Legate 7 (Etxeberzea)                                     |        | Baztan                                        | 43° 10′ 36″ N, 1° 33′ 41″ O                                                         |
| Larratzu                                                  |        | Baztan                                        | 43° 09′ 34″ N, 1° 34′ 36″ O                                                         |
| Suntonea                                                  |        | Baztan                                        | 43° 09′ 54″ N, 1° 34′ 44″ O                                                         |
| Matxeta                                                   |        | Baztan                                        | 43° 09′ 33″ N, 1° 34′ 39″ O                                                         |
| Enpazabal                                                 |        | Baztan                                        | 43° 10′ 22″ N, 1° 34′ 34″ O                                                         |
| Errandonea 1 ipar                                         |        | Baztan                                        | 43° 10′ 40″ N, 1° 34′ 08″ O                                                         |
| Errandonea 2 hego                                         |        | Baztan                                        | 43° 10′ 39″ N, 1° 34′ 09″ O                                                         |
| Xaldarri 3 mendebalde                                     |        | Baztan                                        | 43° 09′ 11″ N, 1° 34′ 37″ O                                                         |
| Urritzketa 1 ipar                                         |        | Baztan                                        | 43° 09′ 11″ N, 1° 35′ 18″ O                                                         |
| Urritzketa 2 hego                                         |        | Baztan                                        | 43° 09′ 09″ N, 1° 35′ 18″ O                                                         |
| Ezkitz 2 hego                                             |        | Baztan                                        | 43° 10′ 39″ N, 1° 31′ 44″ O                                                         |
| San Fermingo harria                                       |        | Baztan                                        | 43° 11′ 21″ N, 1° 30′ 47″ O                                                         |
| Otsondo 1 ipar (Berrozelai) (Arrasado)                    |        | Baztan                                        | 43° 13′ 20″ N, 1° 29′ 05″ O                                                         |
| Otsondo 2 hego (Berrozelai)                               |        | Baztan                                        | 43° 13′ 17″ N, 1° 29′ 01″ O                                                         |
| Pausogaizto (Astate)                                      |        | Baztan                                        | 43° 11′ 50″ N, 1° 23′ 09″ O                                                         |
| Iguzki mendebalde                                         |        | Baztan                                        | 43° 15′ 57″ N, 1° 25′ 43″ O                                                         |
| Bardaxilo                                                 |        | Baztan                                        | 43° 13′ 52″ N, 1° 25′ 24″ O                                                         |
| Gorostiko lepoa                                           |        | Baztan                                        | 43° 13′ 55″ N, 1° 25′ 14″ O                                                         |
| Iguzkiko tontorra                                         |        | Baztan                                        | 43° 16′ 08″ N, 1° 25′ 13″ O                                                         |
| Gorramakil                                                |        | Baztan                                        | 43° 13′ 05″ N, 1° 25′ 52″ O                                                         |
| Apurtxi (Almandotz)                                       |        | Baztan                                        | 43° 05′ 21″ N, 1° 36′ 55″ O                                                         |
| Azkenazko lepoa                                           |        | Baztan                                        | 43° 03′ 02″ N, 1° 35′ 41″ O                                                         |
| Sorota (Obar)                                             |        | Baztan                                        | 43° 06′ 20″ N, 1° 33′ 04″ O                                                         |
| Katillegiko lepoa                                         |        | Baztan                                        | 43° 04′ 16″ N, 1° 33′ 56″ O                                                         |
| Soate                                                     |        | Baztan                                        | 43° 05′ 58″ N, 1° 33′ 22″ O                                                         |
| Irumugeta                                                 |        | Baztan                                        | 43° 02′ 27″ N, 1° 35′ 41″ O                                                         |
| Bidegurutzeta                                             |        | Baztan                                        | 43° 05′ 55″ N, 1° 34′ 59″ O                                                         |
| Arluz                                                     |        | Baztan                                        | 43° 03′ 28″ N, 1° 36′ 26″ O                                                         |
| Zelaiaundi                                                |        | Baztan                                        | 43° 03′ 34″ N, 1° 35′ 45″ O                                                         |
| Argibel                                                   |        | Baztan                                        | 43° 05′ 41″ N, 1° 28′ 17″ O                                                         |
| Luurzu 1 erdi                                             |        | Baztan                                        | 43° 03′ 28″ N, 1° 29′ 22″ O                                                         |
| Uztanborro                                                |        | Baztan                                        | 43° 03′ 10″ N, 1° 29′ 42″ O                                                         |
| Larrebeltz 1 mendebalde                                   |        | Baztan                                        | 43° 05′ 54″ N, 1° 29′ 09″ O                                                         |
| Larrebeltz 2 ekialde                                      |        | Baztan                                        | 43° 05′ 51″ N, 1° 29′ 05″ O                                                         |
| Tranpako lepoa                                            |        | Baztan                                        | 43° 06′ 08″ N, 1° 29′ 35″ O                                                         |
| Zagua                                                     |        | Baztan                                        | 43° 05′ 34″ N, 1° 28′ 36″ O                                                         |
| Meakako lepoa                                             |        | Baztan                                        | 43° 06′ 24″ N, 1° 30′ 21″ O                                                         |
| Urkitze 1                                                 |        | Baztan                                        | 43° 07′ 01″ N, 1° 30′ 23″ O                                                         |
| Urkitze 2                                                 |        | Baztan                                        | 43° 06′ 58″ N, 1° 30′ 25″ O                                                         |
| Urkitze 3                                                 |        | Baztan                                        | 43° 06′ 45″ N, 1° 30′ 20″ O                                                         |
| Urkitze 4                                                 |        | Baztan                                        | 43° 06′ 45″ N, 1° 30′ 21″ O                                                         |
| Urkitze 5                                                 |        | Baztan                                        | 43° 06′ 34″ N, 1° 30′ 22″ O                                                         |
| Turreiko aska                                             |        | Baztan                                        | 43° 06′ 05″ N, 1° 29′ 47″ O                                                         |
| Zaharreta 1 ekialde                                       |        | Baztan                                        | 43° 06′ 42″ N, 1° 28′ 56″ O                                                         |
| Zaharreta 2 mendebalde                                    |        | Baztan                                        | 43° 06′ 50″ N, 1° 29′ 06″ O                                                         |
| Luurzu 2 ipar                                             |        | Baztan                                        | 43° 03′ 37″ N, 1° 29′ 16″ O                                                         |
| Beotrin                                                   |        | Baztan                                        | 43° 03′ 15″ N, 1° 28′ 36″ O                                                         |
| Luurzu 3 hego                                             |        | Baztan                                        | 43° 03′ 18″ N, 1° 29′ 18″ O                                                         |
| Azaldegiko lepoa 1 ipar                                   |        | Baztan                                        | 43° 04′ 06″ N, 1° 28′ 27″ O                                                         |
| Autrin                                                    |        | Baztan                                        | 43° 04′ 14″ N, 1° 28′ 24″ O                                                         |
| Armatela                                                  |        | Baztan                                        | 43° 07′ 24″ N, 1° 30′ 19″ O                                                         |
| Tranpako borda                                            |        | Baztan                                        | 43° 06′ 03″ N, 1° 29′ 30″ O                                                         |
| Argibel 4                                                 |        | Baztan                                        | 43° 05′ 40″ N, 1° 28′ 21″ O                                                         |
| Argibel 1                                                 |        | Baztan                                        | 43° 05′ 45″ N, 1° 28′ 12″ O                                                         |
| Argibel 2                                                 |        | Baztan                                        | 43° 05′ 47″ N, 1° 28′ 12″ O                                                         |
| Argibel 3                                                 |        | Baztan                                        | 43° 05′ 46″ N, 1° 28′ 18″ O                                                         |
| Munddurru                                                 |        | Baztan                                        | 43° 06′ 42″ N, 1° 27′ 56″ O                                                         |
| Antzabal                                                  |        | Baztan                                        | 43° 04′ 33″ N, 1° 29′ 43″ O                                                         |
| Urbide                                                    |        | Baztan                                        | 43° 06′ 26″ N, 1° 30′ 30″ O                                                         |
| Azaldegi (Larrautx)                                       |        | Baztan                                        | 43° 03′ 55″ N, 1° 28′ 29″ O                                                         |
| Argintzu                                                  |        | Baztan                                        | 43° 03′ 40″ N, 1° 28′ 45″ O 43° 03′ 44″ N, 1° 28′ 46″ O                             |
| Baseiko haitza                                            |        | Baztan                                        | 43° 06′ 09″ N, 1° 29′ 37″ O                                                         |
| Argibel 5                                                 |        | Baztan                                        | 43° 05′ 44″ N, 1° 28′ 17″ O                                                         |
| Argibel 7                                                 |        | Baztan                                        | 43° 05′ 44″ N, 1° 28′ 20″ O                                                         |
| Argibel 6                                                 |        | Baztan                                        | 43° 05′ 41″ N, 1° 28′ 19″ O                                                         |
| Zaharretako lepoa                                         |        | Baztan                                        | 43° 06′ 45″ N, 1° 29′ 00″ O                                                         |
| Argibel 8                                                 |        | Baztan                                        | 43° 05′ 44″ N, 1° 28′ 21″ O                                                         |
| Iruritabarrengo                                           |        | Baztan                                        | 43° 05′ 43″ N, 1° 28′ 39″ O                                                         |
| Irazabal                                                  |        | Baztan                                        | 43° 06′ 14″ N, 1° 31′ 36″ O                                                         |
| Azaldegiko lepoa 2 hego                                   |        | Baztan                                        | 43° 04′ 05″ N, 1° 28′ 28″ O                                                         |
| Argibel 9                                                 |        | Baztan                                        | 43° 05′ 50″ N, 1° 28′ 17″ O                                                         |
| Lamizilo                                                  |        | Baztan                                        | 43° 07′ 32″ N, 1° 26′ 50″ O                                                         |
| Errolan                                                   |        | Baztan                                        | 43° 07′ 29″ N, 1° 26′ 41″ O                                                         |
| Urrixka 1 hego                                            |        | Baztan                                        | 43° 06′ 48″ N, 1° 26′ 09″ O                                                         |
| Jeneralaren tonba                                         |        | Baztan                                        | 43° 06′ 53″ N, 1° 26′ 06″ O                                                         |
| Sorginetxoa                                               |        | Baztan                                        | 43° 08′ 17″ N, 1° 26′ 55″ O                                                         |
| Aznabasterra                                              |        | Baztan                                        | 43° 08′ 16″ N, 1° 26′ 27″ O                                                         |
| Munautz                                                   |        | Baztan                                        | 43° 07′ 23″ N, 1° 25′ 51″ O                                                         |
| Errazu-Soalar I (Otxasko)                                 |        | Baztan                                        | 43° 09′ 12″ N, 1° 27′ 51″ O                                                         |
| Errazu-Soalar II (Soalar 1 hego)                          |        | Baztan                                        | 43° 08′ 30″ N, 1° 27′ 44″ O                                                         |
| Oiza                                                      |        | Baztan                                        | 43° 08′ 02″ N, 1° 28′ 47″ O                                                         |
| Urrixka 2 ipar                                            |        | Baztan                                        | 43° 07′ 08″ N, 1° 26′ 17″ O                                                         |
| Burga                                                     |        | Baztan                                        | 43° 07′ 47″ N, 1° 27′ 10″ O                                                         |
| Soalar 2 ipar                                             |        | Baztan                                        | 43° 08′ 42″ N, 1° 27′ 53″ O                                                         |
| Sustera 1 hego                                            |        | Baztan                                        | 43° 06′ 49″ N, 1° 26′ 58″ O                                                         |
| Sustera 2 ipar                                            |        | Baztan                                        | 43° 06′ 50″ N, 1° 26′ 59″ O                                                         |
| Irlintzi                                                  |        | Baztan                                        | 43° 08′ 34″ N, 1° 28′ 50″ O                                                         |
| Aitzpulun                                                 |        | Baztan                                        | 43° 08′ 11″ N, 1° 26′ 25″ O                                                         |
| Ukurreta                                                  |        | Baztan                                        | 43° 08′ 31″ N, 1° 28′ 09″ O                                                         |
| Arrondo                                                   |        | Baztan                                        | 43° 07′ 22″ N, 1° 28′ 27″ O                                                         |
| Urrixka bizkarra                                          |        | Baztan                                        | 43° 06′ 49″ N, 1° 26′ 09″ O                                                         |
| Arca do Rabós                                             |        | Baíñas, Vimianzo                              | 43° 02′ 16″ N, 9° 01′ 13″ O                                                         |
| Mámoa da Xirazga                                          |        | Beariz                                        |                                                                                     |
| El Labradillo                                             |        | Beas                                          | 37° 27′ 58″ N, 6° 46′ 27″ O                                                         |
| Larrarteko trikuharria                                    |        | Beasain                                       | 43° 05′ 12″ N, 2° 12′ 55″ O                                                         |
| Larrarte                                                  |        | Beasain                                       | 43° 05′ 12″ N, 2° 12′ 55″ O                                                         |
| Trikuaizti I                                              |        | Beasain                                       | 43° 05′ 17″ N, 2° 14′ 25″ O                                                         |
| Chao de Mazós                                             |        | Begonte                                       |                                                                                     |
| Larregoiena                                               |        | Beinza-Labayen                                | 43° 06′ 32″ N, 1° 46′ 33″ O                                                         |
| Lezarburu                                                 |        | Beinza-Labayen                                | 43° 06′ 44″ N, 1° 46′ 50″ O                                                         |
| Maramendi Iparraldea                                      |        | Beizama                                       | 43° 06′ 15″ N, 2° 11′ 51″ O                                                         |
| Maramendi Hegoaldea                                       |        | Beizama                                       | 43° 06′ 14″ N, 2° 11′ 52″ O                                                         |
| Trikumuttegi                                              |        | Beizama                                       | 43° 07′ 00″ N, 2° 12′ 50″ O                                                         |
| Illaun Ii                                                 |        | Beizama                                       | 43° 07′ 49″ N, 2° 11′ 21″ O                                                         |
| Doña Rama II                                              |        | Belmez                                        | No/unknown value                                                                    |
| Túmulo Cabeza de Vaca                                     |        | Belmez                                        | No/unknown value                                                                    |
| Fuente del Corcho                                         |        | Belmez                                        | No/unknown value                                                                    |
| Agudelo I                                                 |        | Belmez                                        | No/unknown value                                                                    |
| Cortijo Viejo                                             |        | Belmez                                        | No/unknown value                                                                    |
| Agudelo II                                                |        | Belmez                                        | No/unknown value                                                                    |
| Doña Rama I                                               |        | Belmez                                        | No/unknown value                                                                    |
| Doña Rama III                                             |        | Belmez                                        | No/unknown value                                                                    |
| Vega del Fresno                                           |        | Belmez                                        | No/unknown value                                                                    |
| Dolmen Casas de Don Pedro                                 |        | Belmez                                        | 38° 14′ 58″ N, 5° 11′ 58″ O                                                         |
| Dólmenes del Tajo de las Figuras                          |        | Benalup-Casas Viejas                          | 36° 18′ 44″ N, 5° 43′ 58″ O 36° 18′ 37″ N, 5° 44′ 35″ O 36° 18′ 34″ N, 5° 44′ 43″ O |
| Cortijo de Poyato                                         |        | Benamejí                                      | No/unknown value                                                                    |
| Casota de Freáns                                          |        | Berdoias, Vimianzo                            | 43° 02′ 52″ N, 9° 05′ 11″ O                                                         |
| Agerreburu                                                |        | Bergara                                       | 43° 09′ 12″ N, 2° 21′ 45″ O                                                         |
| Aitzpuruko Zabala                                         |        | Bergara Soraluze-Placencia de las Armas       | 43° 10′ 27″ N, 2° 22′ 26″ O                                                         |
| Irukurutzeta                                              |        | Bergara Elgoibar                              | 43° 10′ 36″ N, 2° 22′ 06″ O                                                         |
| Keixetako Egiya Hegoaldea                                 |        | Bergara                                       | 43° 10′ 05″ N, 2° 21′ 50″ O                                                         |
| Dolmen de la Barraca dels Moixonaires                     |        | Bergús                                        | 41° 53′ 32″ N, 1° 37′ 37″ L                                                         |
| Tumba del Moro                                            |        | Berrocal                                      | No/unknown value                                                                    |
| Casullo                                                   |        | Berrocal                                      | 37° 35′ 37″ N, 6° 30′ 54″ O                                                         |
| Mascotejo                                                 |        | Berrocal                                      | 37° 34′ 24″ N, 6° 33′ 19″ O                                                         |
| Dolmen Losa Mora                                          |        | Bierge                                        | 42° 18′ 20″ N, 0° 05′ 21″ O                                                         |
| Dolmen de Santa Elena                                     |        | Biescas                                       | 42° 39′ 34″ N, 0° 19′ 06″ O                                                         |
| Arca do Barbanza                                          |        | Boiro                                         |                                                                                     |
| Casota do Fusiño                                          |        | Boiro                                         |                                                                                     |
| Casota do Páramo                                          |        | Boiro                                         |                                                                                     |
| Dolmen da Cavada                                          |        | Boiro                                         |                                                                                     |
| Pedra da Xesta                                            |        | Boiro                                         |                                                                                     |
| Dolmen Aldonza                                            |        | Brozas                                        |                                                                                     |
| Dolmen von El Moreco                                      |        | Burgos                                        | 42° 45′ 13″ N, 3° 41′ 35″ O                                                         |
| Larra                                                     |        | Burgui                                        | 42° 42′ 06″ N, 0° 59′ 23″ O                                                         |
| Valdepeña                                                 |        | Burgui                                        | 42° 42′ 10″ N, 0° 58′ 09″ O                                                         |
| Puyo del predicador                                       |        | Burgui                                        | 42° 42′ 15″ N, 0° 58′ 26″ O                                                         |
| Miate                                                     |        | Bértiz-Arana                                  | 43° 09′ 02″ N, 1° 38′ 21″ O                                                         |
| Mallurketa                                                |        | Bértiz-Arana                                  | 43° 09′ 00″ N, 1° 37′ 52″ O                                                         |
| Otaltzu 1 ekialde                                         |        | Bértiz-Arana                                  | 43° 08′ 55″ N, 1° 37′ 20″ O                                                         |
| Suspiru 1 hego                                            |        | Bértiz-Arana                                  | 43° 09′ 29″ N, 1° 38′ 23″ O                                                         |
| Suspiru 2 ipar                                            |        | Bértiz-Arana                                  | 43° 09′ 31″ N, 1° 38′ 23″ O                                                         |
| Amaburu 1 mendebalde                                      |        | Bértiz-Arana                                  | 43° 08′ 40″ N, 1° 37′ 17″ O                                                         |
| Aiansoro 1 ekialde                                        |        | Bértiz-Arana                                  | 43° 10′ 05″ N, 1° 36′ 11″ O                                                         |
| Aiansoro 2 ipar                                           |        | Bértiz-Arana                                  | 43° 10′ 06″ N, 1° 36′ 11″ O                                                         |
| Artola 1 mendebalde                                       |        | Bértiz-Arana                                  | 43° 10′ 18″ N, 1° 35′ 18″ O                                                         |
| Otaltzu 2 mendebalde                                      |        | Bértiz-Arana                                  | 43° 08′ 56″ N, 1° 37′ 28″ O                                                         |
| Aiansoro 3 mendebalde                                     |        | Bértiz-Arana                                  | 43° 09′ 53″ N, 1° 36′ 37″ O                                                         |
| Oteixon                                                   |        | Bértiz-Arana                                  | 43° 08′ 57″ N, 1° 38′ 46″ O                                                         |
| Artola 2 ekialde                                          |        | Bértiz-Arana                                  | 43° 10′ 12″ N, 1° 35′ 06″ O                                                         |
| Otaltzuazpia                                              |        | Bértiz-Arana                                  | 43° 08′ 48″ N, 1° 37′ 10″ O                                                         |
| Amaburu 2 ekialde                                         |        | Bértiz-Arana                                  | 43° 08′ 40″ N, 1° 37′ 14″ O                                                         |
| Artola 3                                                  |        | Bértiz-Arana                                  | 43° 10′ 17″ N, 1° 35′ 24″ O                                                         |
| Baztanibar                                                |        | Bértiz-Arana                                  | 43° 05′ 52″ N, 1° 38′ 24″ O                                                         |
| Dolmen de Cabaleiros                                      |        | Cabaleiros, Tordoia                           | 43° 05′ 49″ N, 8° 33′ 01″ O                                                         |
| Dólmen de Dombate                                         |        | Cabana de Bergantiños                         | 43° 11′ 24″ N, 8° 58′ 10″ O                                                         |
| Dolmen Próximo a Mina Rica                                |        | Cabezas Rubias                                | No/unknown value                                                                    |
| El Alamito                                                |        | Cabezas Rubias                                | No/unknown value                                                                    |
| dolmen de l'Oliva                                         |        | Cabó                                          | 42° 13′ 33″ N, 1° 17′ 06″ L                                                         |
| dolmen del Mal Pas                                        |        | Cabó                                          | 42° 13′ 18″ N, 1° 17′ 32″ L                                                         |
| dolmen Colomera                                           |        | Cabó                                          | 42° 13′ 11″ N, 1° 17′ 50″ L                                                         |
| dolmen de Cal Llauna                                      |        | Cabó                                          | 42° 13′ 00″ N, 1° 18′ 19″ L                                                         |
| dolmen de Peracabana                                      |        | Cabó                                          | 42° 13′ 43″ N, 1° 16′ 37″ L                                                         |
| Dolmen de Boixedera                                       |        | Cabó                                          | 42° 14′ 11″ N, 1° 15′ 30″ L                                                         |
| Dolmen del Molí de Favà                                   |        | Cabó                                          | 42° 14′ 42″ N, 1° 12′ 15″ L                                                         |
| Collado de las Liebres                                    |        | Cala                                          | No/unknown value                                                                    |
| Dolmen de Sant Amanç                                      |        | Calders                                       | 41° 47′ 34″ N, 2° 00′ 43″ L                                                         |
| Calicasas                                                 |        | Calicasas                                     | No/unknown value                                                                    |
| Dolmen del Puig ses Forques                               |        | Calonge                                       | 41° 51′ 28″ N, 3° 06′ 29″ L                                                         |
| Caño Ronco I                                              |        | Camas                                         | No/unknown value                                                                    |
| dolmen of Baradal (Tineo)                                 |        | Campucaldera                                  | 43° 19′ 26″ N, 6° 21′ 33″ O                                                         |
| Dolmen de Candeán                                         |        | Candéan                                       | 42° 14′ 40″ N, 8° 40′ 26″ O                                                         |
| Dolmen de Santa Cruz                                      |        | Cangas de Onís                                | 43° 21′ 10″ N, 5° 07′ 49″ O                                                         |
| Bocharalla                                                |        | Canjáyar                                      | No/unknown value                                                                    |
| Dolmen del Coll de Medàs I                                |        | Cantallops                                    | 42° 25′ 54″ N, 2° 56′ 27″ L                                                         |
| Dolmen del Coll de Medàs II                               |        | Cantallops                                    | 42° 25′ 53″ N, 2° 56′ 34″ L                                                         |
| Dolmen del Coll de Medàs III                              |        | Cantallops                                    | 42° 25′ 53″ N, 2° 56′ 31″ L                                                         |
| Dolmen del Coll de Medàs IV                               |        | Cantallops                                    | 42° 25′ 55″ N, 2° 56′ 31″ L                                                         |
| Dolmen de Coma de Gall                                    |        | Cantallops                                    | 42° 25′ 36″ N, 2° 56′ 55″ L                                                         |
| dòlmens del Coll del Medàs                                |        | Cantallops                                    | 42° 25′ 59″ N, 2° 56′ 20″ L                                                         |
| Llano de La Media Legua                                   |        | Cantoria                                      | No/unknown value                                                                    |
| Loma de La Torre                                          |        | Cantoria                                      | No/unknown value                                                                    |
| Tumba del Alto de la Copa                                 |        | Cantoria                                      | No/unknown value                                                                    |
| Dolmen del Quer Afumat                                    |        | Capmany                                       | 42° 23′ 28″ N, 2° 55′ 13″ L                                                         |
| Finca Torrubia                                            |        | Cardeña                                       | No/unknown value                                                                    |
| Fresnedilla del Gato                                      |        | Cardeña                                       | No/unknown value                                                                    |
| dolmen de Carmonita                                       |        | Carmonita                                     | 39° 09′ 53″ N, 6° 20′ 33″ O                                                         |
| Necrópolis de Las Chaperas                                |        | Casabermeja                                   | 36° 51′ 18″ N, 4° 26′ 06″ O                                                         |
| Sepulcro Megalítico del Tajillo del Moro                  |        | Casabermeja                                   | No/unknown value                                                                    |
| Los Llanos I                                              |        | Casares                                       | No/unknown value                                                                    |
| anta da Casa do Mouro, Casillas de Flores                 |        | Casillas de Flores                            | 40° 20′ 56″ N, 6° 44′ 06″ O                                                         |
| Dolmen del Trompo                                         |        | Castellcir                                    | 41° 46′ 02″ N, 2° 02′ 43″ L                                                         |
| Dolmen de la Casa Nova                                    |        | Castellcir                                    | 41° 47′ 02″ N, 2° 08′ 33″ L                                                         |
| Dolmen de la Clusella                                     |        | Castellcir                                    | 41° 46′ 02″ N, 2° 02′ 43″ L                                                         |
| Dolmen de Castelltallat                                   |        | Castelltallat                                 | 41° 48′ 44″ N, 1° 40′ 43″ L                                                         |
| Dolmen del Mas Clamí                                      |        | Castellterçol                                 | 41° 45′ 44″ N, 2° 05′ 41″ L                                                         |
| Dolmen del Gavatx                                         |        | Castellterçol                                 | 41° 44′ 34″ N, 2° 06′ 36″ L                                                         |
| Dolmen von Montelirio                                     |        | Castilleja de Guzmán                          | 37° 24′ 35″ N, 6° 03′ 32″ O                                                         |
| Dolmen de Castilleja de Guzmán                            |        | Castilleja de Guzmán                          | No/unknown value                                                                    |
| Dolmen ubicado en la Zona Verde del P.P. 2 Divina Pastora |        | Castilleja de Guzmán                          | No/unknown value                                                                    |
| Estructura Funeraria nº 2                                 |        | Castilleja de Guzmán                          | 37° 24′ 35″ N, 6° 03′ 33″ O                                                         |
| Arquiña de Vilaseco                                       |        | Castrelo, Vimianzo                            | 43° 04′ 27″ N, 9° 04′ 29″ O                                                         |
| Túmulo de El Valle                                        |        | Cazalla de la Sierra                          | No/unknown value                                                                    |
| Dolmen de El Valle                                        |        | Cazalla de la Sierra                          | No/unknown value                                                                    |
| Dolmen de Meixoeiro                                       |        | Cela, Mos                                     | 42° 10′ 31″ N, 8° 40′ 11″ O                                                         |
| Dolmen del Duc                                            |        | Centelles                                     | 41° 45′ 45″ N, 2° 14′ 35″ L                                                         |
| Dolmen del Coll de la Farella                             |        | Cerbère Portbou                               | 42° 26′ 06″ N, 3° 07′ 47″ L                                                         |
| Dolmen de Ceuró                                           |        | Ceuró                                         | 42° 00′ 55″ N, 1° 22′ 55″ L                                                         |
| Dolmen of Ibirigain                                       |        | Ciordia                                       | 42° 53′ 47″ N, 2° 14′ 10″ O                                                         |
| Saratxakolegi                                             |        | Ciordia                                       | 42° 53′ 39″ N, 2° 13′ 26″ O                                                         |
| Aitzibita                                                 |        | Cirauqui                                      | 42° 41′ 12″ N, 1° 54′ 29″ O                                                         |
| Txarrakadia                                               |        | Cirauqui                                      | 42° 39′ 44″ N, 1° 55′ 05″ O                                                         |
| Dolmen de Clarà                                           |        | Clarà                                         | 42° 00′ 03″ N, 1° 26′ 06″ L                                                         |
| Dolmen de Puig d'Esquers                                  |        | Colera                                        | 42° 23′ 30″ N, 3° 05′ 47″ L                                                         |
| Loma del Horno                                            |        | Conquista                                     | No/unknown value                                                                    |
| Cerro del Castillo                                        |        | Conquista                                     | No/unknown value                                                                    |
| Peñascal del Sebo                                         |        | Conquista                                     | No/unknown value                                                                    |
| Pedrechada de Mendoza VII                                 |        | Constantina                                   | No/unknown value                                                                    |
| Pedrechada de Mendoza VIII                                |        | Constantina                                   | No/unknown value                                                                    |
| Coquino I                                                 |        | Corteconcepción                               | No/unknown value                                                                    |
| San Telmo                                                 |        | Cortegana                                     | No/unknown value                                                                    |
| Dehesa de La Garnacha                                     |        | Cortegana                                     | No/unknown value                                                                    |
| Corteganilla I                                            |        | Cortegana                                     | No/unknown value                                                                    |
| Dolmen de Puig d'Arques                                   |        | Cruïlles, Monells i Sant Sadurní de l'Heura   | 41° 53′ 21″ N, 2° 59′ 50″ L                                                         |
| Cista de l'Abel                                           |        | Cruïlles, Monells i Sant Sadurní de l'Heura   | 41° 57′ 27″ N, 2° 57′ 37″ L                                                         |
| Cista de Puig d'Arques                                    |        | Cruïlles, Monells i Sant Sadurní de l'Heura   | 41° 53′ 14″ N, 2° 59′ 25″ L                                                         |
| Cabezo Colorado                                           |        | Cuevas del Almanzora                          | No/unknown value                                                                    |
| Loma de La Encantada                                      |        | Cuevas del Almanzora                          | No/unknown value                                                                    |
| Puerto Blanco                                             |        | Cuevas del Almanzora                          | No/unknown value                                                                    |
| Arca do Barbanza                                          |        | Cures, Boiro                                  | 42° 41′ 09″ N, 8° 56′ 36″ O                                                         |
| Casota do Páramo                                          |        | Cures, Boiro                                  | 42° 42′ 17″ N, 8° 55′ 50″ O                                                         |
| Dolmen del Pardal                                         |        | Darnius                                       | 42° 23′ 27″ N, 2° 48′ 17″ L                                                         |
| dolmen del Puig de Caneres                                |        | Darnius                                       | 42° 22′ 56″ N, 2° 48′ 16″ L                                                         |
| Chan da Arquiña                                           |        | Domaio                                        | 42° 19′ 12″ N, 8° 41′ 53″ O                                                         |
| Eteneko gaña                                              |        | Donamaría                                     | 43° 03′ 23″ N, 1° 39′ 38″ O                                                         |
| Basaun                                                    |        | Donamaría                                     | 43° 05′ 41″ N, 1° 40′ 38″ O                                                         |
| Lizaso                                                    |        | Donamaría                                     | 43° 05′ 21″ N, 1° 40′ 32″ O                                                         |
| Dolmen de Ca l'Arenes                                     |        | Dosrius                                       | 41° 37′ 36″ N, 2° 27′ 39″ L                                                         |
| El Toril                                                  |        | Dílar                                         | No/unknown value                                                                    |
| Irazako (Bagoiltako lepoa)                                |        | Echalar                                       | 43° 14′ 24″ N, 1° 35′ 19″ O                                                         |
| Maiko gaña                                                |        | Echalar                                       | 43° 14′ 18″ N, 1° 36′ 12″ O                                                         |
| Olarko harri                                              |        | Echalar                                       | 43° 14′ 16″ N, 1° 33′ 55″ O                                                         |
| Akelarre                                                  |        | Echalar                                       | 43° 13′ 53″ N, 1° 36′ 45″ O                                                         |
| Orizki gaña                                               |        | Echalar                                       | 43° 13′ 57″ N, 1° 36′ 02″ O                                                         |
| Akelarre bizkarra                                         |        | Echalar                                       | 43° 14′ 06″ N, 1° 37′ 14″ O                                                         |
| Okalarre                                                  |        | Echalar                                       | 43° 14′ 00″ N, 1° 37′ 01″ O                                                         |
| Zulubiko erreka (Gilleneko borda)                         |        | Echalar                                       | 43° 14′ 01″ N, 1° 36′ 27″ O                                                         |
| Artola (trikuharria)                                      |        | Echalar                                       | 43° 14′ 10″ N, 1° 36′ 45″ O                                                         |
| Arpide                                                    |        | Echauri                                       | 42° 48′ 45″ N, 1° 50′ 43″ O                                                         |
| Cabezo del Luengo                                         |        | El Almendro                                   | No/unknown value                                                                    |
| Barranco de las Pernás                                    |        | El Almendro                                   | No/unknown value                                                                    |
| Dolmen del Boix                                           |        | El Brull                                      | 41° 47′ 44″ N, 2° 17′ 02″ L                                                         |
| Dolmen Cerro de la Cruz Blanca                            |        | El Burgo                                      | No/unknown value                                                                    |
| Antón Núñez I                                             |        | El Castillo de las Guardas                    | No/unknown value                                                                    |
| Antón Núñez II                                            |        | El Castillo de las Guardas                    | No/unknown value                                                                    |
| Dolmen de Las Lapas                                       |        | El Castillo de las Guardas                    | No/unknown value                                                                    |
| Túmulo del Toro II                                        |        | El Castillo de las Guardas                    | No/unknown value                                                                    |
| Dolmen del Rancho del Marqués                             |        | El Castillo de las Guardas                    | No/unknown value                                                                    |
| Túmulo del Cachón de Lozao                                |        | El Castillo de las Guardas                    | No/unknown value                                                                    |
| Túmulo de el Campillo                                     |        | El Castillo de las Guardas                    | No/unknown value                                                                    |
| Túmulo de Antonio Abad                                    |        | El Castillo de las Guardas                    | No/unknown value                                                                    |
| Antón Núñez IV                                            |        | El Castillo de las Guardas                    | No/unknown value                                                                    |
| Dolmen del Caballero                                      |        | El Castillo de las Guardas                    | No/unknown value                                                                    |
| Túmulo del Toro I                                         |        | El Castillo de las Guardas                    | No/unknown value                                                                    |
| Dolmen de La Era Empedrada                                |        | El Castillo de las Guardas                    | No/unknown value                                                                    |
| Dolmen de Los Cogujones                                   |        | El Castillo de las Guardas                    | No/unknown value                                                                    |
| Dolmen de Los Parrones                                    |        | El Castillo de las Guardas                    | No/unknown value                                                                    |
| Dolmen de La Lapa del Moro                                |        | El Castillo de las Guardas                    | No/unknown value                                                                    |
| Antón Núñez III                                           |        | El Castillo de las Guardas                    | No/unknown value                                                                    |
| Dolmen del Toril                                          |        | El Garrobo                                    | No/unknown value                                                                    |
| Túmulo del Cerro Cabeza del Moro                          |        | El Garrobo                                    | No/unknown value                                                                    |
| Dolmen del Gigante                                        |        | El Gastor                                     | 36° 50′ 39″ N, 5° 19′ 24″ O                                                         |
| Alto de Herrera Carabisardos                              |        | El Granado                                    | No/unknown value                                                                    |
| Fuente de Los Quintos                                     |        | El Granado                                    | No/unknown value                                                                    |
| Cabezo de la Orza II                                      |        | El Granado                                    | No/unknown value                                                                    |
| Los Manantiales II                                        |        | El Granado                                    | No/unknown value                                                                    |
| Dolmen von Mores Altes                                    |        | El Port de la Selva                           | 42° 19′ 57″ N, 3° 11′ 01″ L                                                         |
| Paradolmen de la Pallera                                  |        | El Port de la Selva                           | 42° 19′ 49″ N, 3° 09′ 25″ L                                                         |
| Dolmen de les Vinyes Mortes I                             |        | El Port de la Selva                           | 42° 19′ 47″ N, 3° 08′ 02″ L                                                         |
| dolmen dels Encantats                                     |        | El Port de la Selva                           | 42° 18′ 19″ N, 3° 13′ 49″ L                                                         |
| dolmen del Mas de la Mata                                 |        | El Port de la Selva                           | 42° 20′ 15″ N, 3° 08′ 34″ L                                                         |
| Dolmen de Pujolar                                         |        | El Port de la Selva                           | 42° 20′ 29″ N, 3° 07′ 44″ L                                                         |
| Dolmen del Pujolar                                        |        | El Port de la Selva                           | 42° 20′ 28″ N, 3° 08′ 05″ L                                                         |
| Altxista                                                  |        | Elduain                                       | 43° 11′ 16″ N, 1° 57′ 20″ O                                                         |
| Basaburu                                                  |        | Elduain                                       | 43° 09′ 15″ N, 1° 59′ 31″ O                                                         |
| Belabieta Txiki                                           |        | Elduain                                       | 43° 09′ 23″ N, 1° 59′ 35″ O                                                         |
| Loa                                                       |        | Elduain                                       | 43° 09′ 39″ N, 2° 00′ 06″ O                                                         |
| Otsolepo                                                  |        | Elduain Urnieta                               | 43° 11′ 34″ N, 1° 57′ 51″ O                                                         |
| Atxolin                                                   |        | Elgoibar Soraluze-Placencia de las Armas      | 43° 10′ 57″ N, 2° 23′ 08″ O                                                         |
| Olaburu                                                   |        | Elgoibar                                      | 43° 13′ 38″ N, 2° 27′ 21″ O                                                         |
| Zumaleku                                                  |        | Elgorriaga                                    | 43° 08′ 53″ N, 1° 41′ 08″ O                                                         |
| Bostorratz                                                |        | Elgorriaga                                    | 43° 08′ 59″ N, 1° 41′ 27″ O                                                         |
| Malkorgaña                                                |        | Elgorriaga                                    | 43° 08′ 44″ N, 1° 41′ 50″ O                                                         |
| Sorginaren Txabola-Chabola de la Hechicera                |        | Elvillar                                      | 42° 34′ 03″ N, 2° 33′ 13″ O                                                         |
| Dolmen d'El Encinal                                       |        | Elvillar                                      | 42° 34′ 14″ N, 2° 32′ 21″ O                                                         |
| Aranzadi                                                  |        | Enirio-Aralar Commonwealth                    | 43° 00′ 01″ N, 2° 06′ 43″ O                                                         |
| Arraztarangaña                                            |        | Enirio-Aralar Commonwealth                    | 42° 59′ 37″ N, 2° 06′ 33″ O                                                         |
| Igaratza Iparraldea                                       |        | Enirio-Aralar Commonwealth                    | 42° 59′ 29″ N, 2° 02′ 36″ O                                                         |
| Igaratza Hegoaldea                                        |        | Enirio-Aralar Commonwealth                    | 42° 59′ 26″ N, 2° 02′ 35″ O                                                         |
| Jentillarri                                               |        | Enirio-Aralar Commonwealth                    | 42° 59′ 33″ N, 2° 06′ 28″ O                                                         |
| Labeo                                                     |        | Enirio-Aralar Commonwealth                    | 42° 58′ 43″ N, 2° 06′ 32″ O                                                         |
| Uelogoena Iparraldea                                      |        | Enirio-Aralar Commonwealth                    | 42° 59′ 35″ N, 2° 05′ 39″ O                                                         |
| Uelogoena Hegoaldea                                       |        | Enirio-Aralar Commonwealth                    | 42° 59′ 34″ N, 2° 05′ 38″ O                                                         |
| Uidui                                                     |        | Enirio-Aralar Commonwealth                    | 42° 59′ 22″ N, 2° 06′ 03″ O                                                         |
| Uidui Ii                                                  |        | Enirio-Aralar Commonwealth                    | 42° 59′ 22″ N, 2° 06′ 11″ O                                                         |
| Zearragoena                                               |        | Enirio-Aralar Commonwealth                    | 42° 59′ 25″ N, 2° 05′ 34″ O                                                         |
| Olasoro                                                   |        | Enirio-Aralar Commonwealth                    | 42° 59′ 40″ N, 2° 05′ 02″ O                                                         |
| Dolmen de Entrerríos                                      |        | Enterríos                                     | 43° 16′ 10″ N, 6° 20′ 53″ O                                                         |
| Latargi 12                                                |        | Erasun                                        | 43° 05′ 38″ N, 1° 48′ 27″ O                                                         |
| Latargi 11                                                |        | Erasun                                        | 43° 05′ 39″ N, 1° 48′ 18″ O                                                         |
| Latargi 10                                                |        | Erasun                                        | 43° 05′ 37″ N, 1° 48′ 14″ O                                                         |
| Latargi 9                                                 |        | Erasun                                        | 43° 05′ 36″ N, 1° 48′ 13″ O                                                         |
| Latargi 8                                                 |        | Erasun                                        | 43° 05′ 36″ N, 1° 48′ 14″ O                                                         |
| Latargi 7                                                 |        | Erasun                                        | 43° 05′ 36″ N, 1° 48′ 14″ O                                                         |
| Latargi 6                                                 |        | Erasun                                        | 43° 05′ 35″ N, 1° 48′ 13″ O                                                         |
| Latargi 13                                                |        | Erasun                                        | 43° 05′ 39″ N, 1° 48′ 28″ O                                                         |
| Latargi 3                                                 |        | Erasun                                        | 43° 05′ 36″ N, 1° 48′ 08″ O                                                         |
| Latargi 4                                                 |        | Erasun                                        | 43° 05′ 33″ N, 1° 48′ 11″ O                                                         |
| Latargi 5                                                 |        | Erasun                                        | 43° 05′ 34″ N, 1° 48′ 11″ O                                                         |
| Latargi 1                                                 |        | Erasun                                        | 43° 05′ 32″ N, 1° 48′ 05″ O                                                         |
| Latargi 2                                                 |        | Erasun                                        | 43° 05′ 32″ N, 1° 48′ 05″ O                                                         |
| Latargi 14                                                |        | Erasun                                        | 43° 05′ 35″ N, 1° 48′ 11″ O                                                         |
| Latargi 15                                                |        | Erasun                                        | 43° 05′ 37″ N, 1° 48′ 16″ O                                                         |
| Latargi 16                                                |        | Erasun                                        | 43° 05′ 34″ N, 1° 48′ 12″ O                                                         |
| Latargi 17                                                |        | Erasun                                        | 43° 05′ 36″ N, 1° 48′ 12″ O                                                         |
| Latargi 18                                                |        | Erasun                                        | 43° 05′ 31″ N, 1° 48′ 04″ O                                                         |
| Arbeako harria                                            |        | Erasun                                        | 43° 07′ 46″ N, 1° 49′ 08″ O                                                         |
| Arbeako lepoa                                             |        | Erasun                                        | 43° 07′ 39″ N, 1° 49′ 21″ O                                                         |
| Erasun – Igoa (Isasti)                                    |        | Erasun                                        | 43° 03′ 39″ N, 1° 47′ 09″ O                                                         |
| Tantadi 1 ipar                                            |        | Erasun                                        | 43° 04′ 03″ N, 1° 46′ 50″ O                                                         |
| Tantadi 2 hego                                            |        | Erasun                                        | 43° 04′ 01″ N, 1° 46′ 50″ O                                                         |
| Etxarriko portugañe 1 mendebalde                          |        | Ergoiena                                      | 42° 52′ 14″ N, 2° 03′ 54″ O                                                         |
| Etxarriko portugañe 2 ekialde                             |        | Ergoiena                                      | 42° 52′ 14″ N, 2° 03′ 43″ O                                                         |
| Aitzetako Txabala                                         |        | Errenteria                                    | 43° 17′ 30″ N, 1° 55′ 02″ O                                                         |
| Berrozpin I                                               |        | Errenteria                                    | 43° 17′ 34″ N, 1° 55′ 06″ O                                                         |
| Berrozpin Ii                                              |        | Errenteria                                    | 43° 17′ 33″ N, 1° 55′ 05″ O                                                         |
| Berrozpin Iii                                             |        | Errenteria                                    | 43° 17′ 32″ N, 1° 55′ 01″ O                                                         |
| Berrozpin Iv                                              |        | Errenteria                                    | 43° 17′ 33″ N, 1° 55′ 04″ O                                                         |
| Berrozpin V                                               |        | Errenteria                                    | 43° 17′ 33″ N, 1° 55′ 04″ O                                                         |
| Zaingo Bizkarra                                           |        | Errezil                                       | 43° 11′ 22″ N, 2° 09′ 04″ O                                                         |
| Otsollaga                                                 |        | Erro                                          | 42° 57′ 48″ N, 1° 27′ 24″ O                                                         |
| Mugarri                                                   |        | Erro                                          | 42° 58′ 46″ N, 1° 26′ 22″ O                                                         |
| Esnezelaieta                                              |        | Erro                                          | 43° 01′ 54″ N, 1° 27′ 06″ O                                                         |
| Zotalar                                                   |        | Erro                                          | 43° 00′ 12″ N, 1° 28′ 44″ O                                                         |
| Ahatarteko oihana                                         |        | Erro                                          | 43° 01′ 54″ N, 1° 26′ 24″ O                                                         |
| Arzilo 1 ipar                                             |        | Erro                                          | 42° 59′ 53″ N, 1° 22′ 01″ O                                                         |
| Baratzeko erreka                                          |        | Erro                                          | 42° 58′ 19″ N, 1° 20′ 42″ O                                                         |
| Urdantzarreta (arrasado)                                  |        | Erro                                          | 43° 00′ 01″ N, 1° 22′ 32″ O                                                         |
| Dondoro                                                   |        | Erro                                          | 42° 59′ 10″ N, 1° 23′ 08″ O                                                         |
| Arriurdin (arrasado)                                      |        | Erro                                          | 42° 58′ 29″ N, 1° 22′ 55″ O                                                         |
| Urritzmuno                                                |        | Erro                                          | 42° 58′ 32″ N, 1° 21′ 21″ O                                                         |
| Erlebizkarra (desaparecido)                               |        | Erro                                          | 42° 58′ 42″ N, 1° 21′ 57″ O                                                         |
| Otegi                                                     |        | Erro                                          | 42° 58′ 36″ N, 1° 21′ 04″ O                                                         |
| Arzilo 2 hego                                             |        | Erro                                          | 42° 59′ 53″ N, 1° 22′ 01″ O                                                         |
| Izozta (arrasado)                                         |        | Erro                                          | 42° 58′ 40″ N, 1° 22′ 51″ O                                                         |
| Urritzmuno 2                                              |        | Erro                                          | 42° 58′ 37″ N, 1° 21′ 28″ O                                                         |
| Mendiaundi                                                |        | Erro                                          | 43° 00′ 31″ N, 1° 22′ 13″ O                                                         |
| Bagomultxu                                                |        | Erro                                          | 43° 00′ 24″ N, 1° 23′ 06″ O                                                         |
| Elorrixaalea (Beordegiko lepoa)                           |        | Erro                                          | 43° 02′ 17″ N, 1° 24′ 04″ O                                                         |
| Xantxoten–harria                                          |        | Erro                                          | 43° 02′ 07″ N, 1° 24′ 51″ O                                                         |
| Pilotasoro                                                |        | Erro                                          | 43° 02′ 07″ N, 1° 24′ 53″ O                                                         |
| Odiego 1 ipar                                             |        | Erro                                          | 43° 00′ 22″ N, 1° 24′ 31″ O                                                         |
| Odiego 2 hego                                             |        | Erro                                          | 43° 00′ 24″ N, 1° 24′ 33″ O                                                         |
| Beraskoain                                                |        | Erro                                          | 43° 01′ 18″ N, 1° 23′ 50″ O                                                         |
| Arregi erdikoa                                            |        | Erro                                          | 42° 59′ 53″ N, 1° 24′ 18″ O                                                         |
| Sorogain                                                  |        | Erro                                          | 43° 01′ 46″ N, 1° 24′ 53″ O                                                         |
| Zubimearreko erreka                                       |        | Erro                                          | 43° 01′ 17″ N, 1° 24′ 42″ O                                                         |
| Asundegi                                                  |        | Erro                                          | 43° 00′ 52″ N, 1° 24′ 36″ O                                                         |
| Ezkiregi (Moruen koba)                                    |        | Erro                                          | 42° 53′ 37″ N, 1° 27′ 55″ O                                                         |
| Ardaitz 1 mendebalde (Orgal)                              |        | Erro                                          | 42° 53′ 59″ N, 1° 26′ 44″ O                                                         |
| Ardaitz 2 ekialde (Argintxoain)                           |        | Erro                                          | 42° 53′ 58″ N, 1° 26′ 36″ O                                                         |
| Oiartzabal 1 ipar (Biorreta)                              |        | Erro                                          | 42° 52′ 41″ N, 1° 26′ 45″ O                                                         |
| Etxaburu                                                  |        | Erro                                          | 42° 54′ 01″ N, 1° 27′ 21″ O                                                         |
| Balanketa                                                 |        | Erro                                          | 42° 55′ 29″ N, 1° 25′ 04″ O                                                         |
| Huerta del Caño                                           |        | Espiel                                        | No/unknown value                                                                    |
| Peña Blanca                                               |        | Espiel                                        | No/unknown value                                                                    |
| Túmulo del Valle                                          |        | Espiel                                        | No/unknown value                                                                    |
| Huerta del Caño I                                         |        | Espiel                                        | No/unknown value                                                                    |
| Túmulo del Vínculo                                        |        | Espiel                                        | No/unknown value                                                                    |
| Dolmen de la Cabana Arqueta                               |        | Espolla                                       | 42° 23′ 05″ N, 2° 59′ 17″ L                                                         |
| Dolmen del Barranc                                        |        | Espolla                                       | 42° 24′ 32″ N, 3° 00′ 58″ L                                                         |
| Dolmen de Mas Girarols I                                  |        | Espolla                                       | 42° 25′ 07″ N, 3° 00′ 56″ L                                                         |
| Dolmen de Mas Girarols II                                 |        | Espolla                                       | 42° 25′ 10″ N, 3° 00′ 54″ L                                                         |
| Dolmen de la Gutina/Puig del Pal                          |        | Espolla                                       | 42° 23′ 43″ N, 2° 59′ 08″ L                                                         |
| Dolmen de les Morelles                                    |        | Espolla                                       | 42° 25′ 13″ N, 2° 59′ 52″ L                                                         |
| Dolmen dels Cantons                                       |        | Espolla                                       | 42° 26′ 02″ N, 2° 59′ 21″ L                                                         |
| dolmens of Espolla                                        |        | Espolla                                       |                                                                                     |
| Dolmen de la Font del Roure                               |        | Espolla                                       | 42° 26′ 05″ N, 2° 58′ 36″ L                                                         |
| Dolmen de Puig Balaguer                                   |        | Espolla                                       | 42° 25′ 25″ N, 3° 00′ 47″ L                                                         |
| Dolmen d'Arreganyats                                      |        | Espolla                                       | 42° 25′ 35″ N, 2° 59′ 25″ L                                                         |
| Menhir del Castellà                                       |        | Espolla                                       | 42° 24′ 44″ N, 2° 58′ 46″ L                                                         |
| Dolmen del Mas Gamarús                                    |        | Espolla                                       | 42° 27′ 32″ N, 3° 00′ 26″ L                                                         |
| la Cabana del Moro                                        |        | Estamariu                                     | 42° 22′ 52″ N, 1° 33′ 34″ L                                                         |
| Dólmenes de Corominas                                     |        | Estepona                                      | 36° 26′ 50″ N, 5° 12′ 29″ O                                                         |
| Armaia                                                    |        | Esteribar                                     | 42° 57′ 20″ N, 1° 33′ 14″ O                                                         |
| Alixeto (dudoso)                                          |        | Esteribar                                     | 42° 53′ 26″ N, 1° 34′ 56″ O 42° 53′ 26″ N, 1° 34′ 57″ O                             |
| Goitean 1 ipar                                            |        | Esteribar                                     | 42° 59′ 16″ N, 1° 33′ 00″ O                                                         |
| Goitean 2 hego                                            |        | Esteribar                                     | 42° 58′ 59″ N, 1° 32′ 49″ O                                                         |
| Amuz                                                      |        | Esteribar                                     | 42° 59′ 07″ N, 1° 29′ 26″ O                                                         |
| Arbaieta 1 mendebalde                                     |        | Esteribar                                     | 42° 59′ 05″ N, 1° 29′ 42″ O                                                         |
| Arbaieta 2 ekialde                                        |        | Esteribar                                     | 42° 59′ 05″ N, 1° 29′ 41″ O                                                         |
| Soromear 1 ipar                                           |        | Esteribar                                     | 42° 59′ 08″ N, 1° 29′ 55″ O                                                         |
| Soromear 2 hego                                           |        | Esteribar                                     | 42° 59′ 04″ N, 1° 29′ 57″ O                                                         |
| Elus                                                      |        | Esteribar                                     | 42° 53′ 21″ N, 1° 30′ 21″ O                                                         |
| Ansaretako zaparra                                        |        | Etxarri Aranatz                               | 42° 58′ 25″ N, 2° 04′ 15″ O                                                         |
| Mintegitxuta                                              |        | Etxarri Aranatz                               | 42° 56′ 46″ N, 2° 06′ 38″ O                                                         |
| Olano 1 ekialde (Zelatamuño)                              |        | Etxarri Aranatz                               | 42° 56′ 29″ N, 2° 06′ 39″ O                                                         |
| Olano 2 mendebalde (Zelatamuño)                           |        | Etxarri Aranatz                               | 42° 56′ 29″ N, 2° 06′ 40″ O                                                         |
| Miruatza (Txaradigorri)                                   |        | Etxarri Aranatz                               | 42° 56′ 52″ N, 2° 06′ 01″ O                                                         |
| Bentatxar                                                 |        | Etxarri Aranatz                               | 42° 56′ 15″ N, 2° 06′ 55″ O                                                         |
| Maitzur (Maitzegur)                                       |        | Etxarri Aranatz                               | 42° 55′ 55″ N, 2° 04′ 56″ O                                                         |
| Auntzetxe                                                 |        | Etxarri Aranatz                               | 42° 56′ 23″ N, 2° 05′ 45″ O                                                         |
| Beitzeta                                                  |        | Etxarri Aranatz                               | 42° 55′ 42″ N, 2° 06′ 26″ O                                                         |
| Iruiturrieta                                              |        | Etxarri Aranatz                               | 42° 55′ 56″ N, 2° 06′ 31″ O                                                         |
| Jentilzulo                                                |        | Etxarri Aranatz                               | 42° 56′ 00″ N, 2° 06′ 36″ O                                                         |
| Armokolatz                                                |        | Etxarri Aranatz                               | 42° 55′ 35″ N, 2° 05′ 31″ O                                                         |
| Maloko harria                                             |        | Ezcurra                                       | 43° 05′ 33″ N, 1° 49′ 51″ O                                                         |
| Malo 1 erdialde                                           |        | Ezcurra                                       | 43° 05′ 31″ N, 1° 49′ 43″ O                                                         |
| Malo 2 ekialde                                            |        | Ezcurra                                       | 43° 05′ 32″ N, 1° 49′ 41″ O                                                         |
| Aztun                                                     |        | Ezcurra                                       | 43° 05′ 22″ N, 1° 49′ 37″ O                                                         |
| Malo 3 mendebalde                                         |        | Ezcurra                                       | 43° 05′ 32″ N, 1° 49′ 47″ O                                                         |
| Maloa                                                     |        | Ezcurra                                       | 43° 05′ 36″ N, 1° 49′ 46″ O                                                         |
| Mandubi Zelaia                                            |        | Ezkio Itsaso                                  | 43° 05′ 09″ N, 2° 14′ 58″ O                                                         |
| Dolmen El Romeral                                         |        | Faraján                                       | No/unknown value                                                                    |
| Dolmen de Puigseslloses                                   |        | Folgueroles                                   | 41° 56′ 52″ N, 2° 17′ 48″ L                                                         |
| Cruz del Tío Cogollero                                    |        | Fonelas                                       | No/unknown value                                                                    |
| Los Llanillos                                             |        | Fonelas                                       | No/unknown value                                                                    |
| Llano de la Teja                                          |        | Fonelas                                       | No/unknown value                                                                    |
| Meseta del Mudo de Almia                                  |        | Fonelas                                       | No/unknown value                                                                    |
| Loma de La Manga                                          |        | Fonelas                                       | No/unknown value                                                                    |
| Cerro Leal                                                |        | Fonelas                                       | No/unknown value                                                                    |
| Las Agüillas                                              |        | Fonelas                                       | No/unknown value                                                                    |
| Cortijo del Barrio Bajo                                   |        | Fonelas                                       | No/unknown value                                                                    |
| Dolmen de Betlem                                          |        | Fonollosa                                     | 41° 46′ 47″ N, 1° 42′ 45″ L                                                         |
| dolmen dels Tres Peus                                     |        | Forallac                                      | 41° 55′ 07″ N, 3° 05′ 03″ L                                                         |
| dolmen del Llobinar                                       |        | Forallac                                      | 41° 54′ 17″ N, 3° 05′ 04″ L                                                         |
| dolmen de l'Estanyet                                      |        | Forallac                                      | 41° 54′ 10″ N, 3° 07′ 06″ L                                                         |
| Dolmen d'en Botei                                         |        | Forallac                                      | 41° 54′ 14″ N, 3° 07′ 18″ L                                                         |
| Dolmen de la Carena Jonquet-Vidal                         |        | Forallac                                      | 41° 55′ 28″ N, 3° 05′ 28″ L                                                         |
| Dolmen de la Serra d'en Calç                              |        | Forallac                                      | 41° 55′ 09″ N, 3° 04′ 59″ L                                                         |
| Dolmen de la Vinya Gran                                   |        | Forallac                                      | 41° 55′ 03″ N, 3° 07′ 00″ L                                                         |
| Dolmen de Serra Mitjana                                   |        | Forallac                                      | 41° 55′ 17″ N, 3° 05′ 39″ L                                                         |
| Dolmen del Doctor Pericot                                 |        | Forallac                                      | 41° 55′ 31″ N, 3° 04′ 31″ L                                                         |
| Dolmen del Puig del Clot del Llorer                       |        | Forallac                                      | 41° 55′ 12″ N, 3° 04′ 31″ L                                                         |
| Dolmen dels Tres Caires                                   |        | Forallac                                      | 41° 55′ 08″ N, 3° 04′ 49″ L                                                         |
| la Taula dels Tres Pagesos                                |        | Forallac                                      | 41° 54′ 41″ N, 3° 03′ 53″ L                                                         |
| Dolmen de Alazo                                           |        | Frades                                        |                                                                                     |
| Mámoa de Boi Morto                                        |        | Fraíz                                         |                                                                                     |
| Dolmen de Moruxosa                                        |        | Friol                                         |                                                                                     |
| Túmulo del Soto                                           |        | Fuente Obejuna                                | No/unknown value                                                                    |
| Los Delgados IV                                           |        | Fuente Obejuna                                | No/unknown value                                                                    |
| Dolmen del Gigante                                        |        | Fuente Obejuna                                | No/unknown value                                                                    |
| Túmulo de las Corridas                                    |        | Fuente Obejuna                                | No/unknown value                                                                    |
| Obatón I                                                  |        | Fuente Obejuna                                | No/unknown value                                                                    |
| Los Pozos I                                               |        | Fuente Obejuna                                | No/unknown value                                                                    |
| Los Pozos IV                                              |        | Fuente Obejuna                                | No/unknown value                                                                    |
| La Horma                                                  |        | Fuente Obejuna                                | No/unknown value                                                                    |
| Los Delgados III                                          |        | Fuente Obejuna                                | No/unknown value                                                                    |
| Los Pozos II                                              |        | Fuente Obejuna                                | No/unknown value                                                                    |
| Los Pozos III                                             |        | Fuente Obejuna                                | No/unknown value                                                                    |
| Túmulo de Los Pánchez                                     |        | Fuente Obejuna                                | No/unknown value                                                                    |
| Los Pozos V                                               |        | Fuente Obejuna                                | No/unknown value                                                                    |
| Los Delgados V                                            |        | Fuente Obejuna                                | No/unknown value                                                                    |
| Los Delgados VI                                           |        | Fuente Obejuna                                | No/unknown value                                                                    |
| dolmen de Coll Durau                                      |        | Fígols i Alinyà                               | 42° 12′ 08″ N, 1° 24′ 31″ L                                                         |
| dolmen de Lligonàs                                        |        | Fígols i Alinyà                               | 42° 12′ 59″ N, 1° 21′ 52″ L                                                         |
| Dolmen de La Ermita                                       |        | Galisancho                                    | 40° 43′ 55″ N, 5° 33′ 29″ O                                                         |
| Sogoitia (Larraun)                                        |        | Gallués–Galoze                                | 42° 49′ 10″ N, 1° 09′ 49″ O                                                         |
| Sagarrana                                                 |        | Gallués–Galoze                                | 42° 51′ 56″ N, 1° 09′ 15″ O                                                         |
| Akabakar                                                  |        | Garayoa                                       | 42° 55′ 04″ N, 1° 16′ 03″ O                                                         |
| Añi                                                       |        | Gaztelu Tolosa                                | 43° 04′ 06″ N, 2° 01′ 37″ O                                                         |
| Dolmen de la Casa del Moro                                |        | Gejuelo del Barro                             | 41° 02′ 19″ N, 6° 09′ 45″ O                                                         |
| Aizkorritxo                                               |        | General Parcenary                             | 42° 58′ 13″ N, 2° 20′ 53″ O                                                         |
| Arrobigaña                                                |        | General Parcenary                             | 42° 53′ 58″ N, 2° 15′ 56″ O                                                         |
| Atxuko Aldai                                              |        | General Parcenary                             | 42° 54′ 44″ N, 2° 15′ 44″ O                                                         |
| Garagarza                                                 |        | General Parcenary                             | 42° 55′ 47″ N, 2° 15′ 00″ O                                                         |
| Gorostiaran Mendebaldea                                   |        | General Parcenary                             | 42° 57′ 49″ N, 2° 21′ 26″ O                                                         |
| Kalparmuñobarrena                                         |        | General Parcenary                             | 42° 57′ 29″ N, 2° 21′ 05″ O                                                         |
| Otsaarte                                                  |        | General Parcenary                             | 42° 56′ 34″ N, 2° 15′ 20″ O                                                         |
| Pagarreta                                                 |        | General Parcenary                             | 42° 56′ 49″ N, 2° 21′ 08″ O                                                         |
| Pagobakoitza                                              |        | General Parcenary                             | 42° 57′ 36″ N, 2° 21′ 05″ O                                                         |
| Pagomakor                                                 |        | General Parcenary                             | 42° 56′ 40″ N, 2° 20′ 45″ O                                                         |
| Solana del Pradillo                                       |        | Gobernador                                    | No/unknown value                                                                    |
| Añoenea soroa                                             |        | Goizueta                                      | 43° 10′ 38″ N, 1° 53′ 46″ O                                                         |
| Burnaiztegi                                               |        | Goizueta                                      | 43° 14′ 18″ N, 1° 47′ 11″ O                                                         |
| Urganbide                                                 |        | Goizueta                                      | 43° 09′ 20″ N, 1° 49′ 18″ O                                                         |
| La Torrecilla                                             |        | Gor                                           | No/unknown value                                                                    |
| La Gabiarra                                               |        | Gor                                           | 37° 25′ 03″ N, 3° 01′ 06″ O                                                         |
| Llano del Cerrillo de las Liebres                         |        | Gor                                           | No/unknown value                                                                    |
| Llano de Carrascosa                                       |        | Gor                                           | No/unknown value                                                                    |
| Punta de la Rambla del Pino Baúl                          |        | Gor                                           | No/unknown value                                                                    |
| Dolmen 170                                                |        | Gor                                           | No/unknown value                                                                    |
| Dolmen 187                                                |        | Gor                                           | No/unknown value                                                                    |
| Dolmen 186                                                |        | Gor                                           | No/unknown value                                                                    |
| Dolmen 185                                                |        | Gor                                           | No/unknown value                                                                    |
| Dolmen 162                                                |        | Gor                                           | No/unknown value                                                                    |
| Dolmen 163                                                |        | Gor                                           | No/unknown value                                                                    |
| Gor River Megalithic Landscape                            |        | Gor                                           | No/unknown value                                                                    |
| Dolmen 191                                                |        | Gor                                           | No/unknown value                                                                    |
| Hoyas del Conquín Bajo                                    |        | Gorafe                                        | No/unknown value                                                                    |
| Llanos de Olivares II                                     |        | Gorafe                                        | No/unknown value                                                                    |
| Las Majadillas                                            |        | Gorafe                                        | 37° 28′ 17″ N, 3° 02′ 54″ O                                                         |
| Hoyas del Conquín Alto                                    |        | Gorafe                                        | 37° 26′ 57″ N, 3° 01′ 15″ O                                                         |
| Llano de Olivares I                                       |        | Gorafe                                        | No/unknown value                                                                    |
| La Sabina                                                 |        | Gorafe                                        | No/unknown value                                                                    |
| Dolmen 65, Gorafe                                         |        | Gorafe                                        | 37° 28′ 27″ N, 3° 03′ 04″ O                                                         |
| Dolmen 028                                                |        | Gorafe                                        | No/unknown value                                                                    |
| Dolmen 026                                                |        | Gorafe                                        | No/unknown value                                                                    |
| Dolmen 015                                                |        | Gorafe                                        | No/unknown value                                                                    |
| Dolmen 058                                                |        | Gorafe                                        | No/unknown value                                                                    |
| Dolmen 014                                                |        | Gorafe                                        | No/unknown value                                                                    |
| Dolmen 050                                                |        | Gorafe                                        | No/unknown value                                                                    |
| Dolmen 061                                                |        | Gorafe                                        | No/unknown value                                                                    |
| Dolmen 69, Gorafe                                         |        | Gorafe                                        | No/unknown value                                                                    |
| Dolmen 016                                                |        | Gorafe                                        | No/unknown value                                                                    |
| Dolmen 018                                                |        | Gorafe                                        | No/unknown value                                                                    |
| Dolmen 66, Gorafe                                         |        | Gorafe                                        | No/unknown value                                                                    |
| Dolmen 67, Gorafe                                         |        | Gorafe                                        | No/unknown value                                                                    |
| Dolmen 019                                                |        | Gorafe                                        | No/unknown value                                                                    |
| Dolmen 043                                                |        | Gorafe                                        | No/unknown value                                                                    |
| Dolmen 025                                                |        | Gorafe                                        | No/unknown value                                                                    |
| Dolmen 020                                                |        | Gorafe                                        | No/unknown value                                                                    |
| Dolmen 68, Gorafe                                         |        | Gorafe                                        | No/unknown value                                                                    |
| Dolmen 128                                                |        | Gorafe                                        | No/unknown value                                                                    |
| Dolmen 129                                                |        | Gorafe                                        | No/unknown value                                                                    |
| Dolmen 140, Gorafe                                        |        | Gorafe                                        | No/unknown value                                                                    |
| Dolmen 112                                                |        | Gorafe                                        | No/unknown value                                                                    |
| Dolmen 73, Gorafe                                         |        | Gorafe                                        | No/unknown value                                                                    |
| Dolmen 141, Gorafe                                        |        | Gorafe                                        | No/unknown value                                                                    |
| Dolmen 131                                                |        | Gorafe                                        | No/unknown value                                                                    |
| Dolmen 113                                                |        | Gorafe                                        | 37° 30′ 40″ N, 3° 06′ 02″ O                                                         |
| Dolmen 74, Gorafe                                         |        | Gorafe                                        | No/unknown value                                                                    |
| Dolmen 108                                                |        | Gorafe                                        | No/unknown value                                                                    |
| Dolmen 77, Gorafe                                         |        | Gorafe                                        | No/unknown value                                                                    |
| Dolmen 101                                                |        | Gorafe                                        | No/unknown value                                                                    |
| Dolmen 139, Gorafe                                        |        | Gorafe                                        | No/unknown value                                                                    |
| Dolmen 133, Gorafe                                        |        | Gorafe                                        | No/unknown value                                                                    |
| Dolmen 132, Gorafe                                        |        | Gorafe                                        | No/unknown value                                                                    |
| Dolmen 083                                                |        | Gorafe                                        | No/unknown value                                                                    |
| Dolmen 103                                                |        | Gorafe                                        | No/unknown value                                                                    |
| Dolmen 124                                                |        | Gorafe                                        | No/unknown value                                                                    |
| Dolmen 109                                                |        | Gorafe                                        | No/unknown value                                                                    |
| Dolmen 127                                                |        | Gorafe                                        | No/unknown value                                                                    |
| Dolmen 125                                                |        | Gorafe                                        | No/unknown value                                                                    |
| Dolmen 138, Gorafe                                        |        | Gorafe                                        | No/unknown value                                                                    |
| Dolmen 76, Gorafe                                         |        | Gorafe                                        | No/unknown value                                                                    |
| Dolmen 084                                                |        | Gorafe                                        | No/unknown value                                                                    |
| Dolmen 086                                                |        | Gorafe                                        | No/unknown value                                                                    |
| Dolmen 110, Gorafe                                        |        | Gorafe                                        | No/unknown value                                                                    |
| Dolmen 137, Gorafe                                        |        | Gorafe                                        | No/unknown value                                                                    |
| Dolmen 70, Gorafe                                         |        | Gorafe                                        | No/unknown value                                                                    |
| Dolmen 143                                                |        | Gorafe                                        | No/unknown value                                                                    |
| Dolmen 116                                                |        | Gorafe                                        | No/unknown value                                                                    |
| Dolmen 126                                                |        | Gorafe                                        | No/unknown value                                                                    |
| Dolmen 134, Gorafe                                        |        | Gorafe                                        | 37° 26′ 57″ N, 3° 01′ 14″ O                                                         |
| Dolmen 111                                                |        | Gorafe                                        | No/unknown value                                                                    |
| Dolmen 102                                                |        | Gorafe                                        | No/unknown value                                                                    |
| Dolmen 78, Gorafe                                         |        | Gorafe                                        | No/unknown value                                                                    |
| Dolmen 71, Gorafe                                         |        | Gorafe                                        | No/unknown value                                                                    |
| Dolmen 79, Gorafe                                         |        | Gorafe                                        | No/unknown value                                                                    |
| Dolmen 72, Gorafe                                         |        | Gorafe                                        | No/unknown value                                                                    |
| Dolmen 135, Gorafe                                        |        | Gorafe                                        | No/unknown value                                                                    |
| Dolmen 130                                                |        | Gorafe                                        | No/unknown value                                                                    |
| Grupo Hoyas del Conquín                                   |        | Gorafe                                        | No/unknown value                                                                    |
| Dolmen 240, Gorafe                                        |        | Gorafe                                        | No/unknown value                                                                    |
| Dolmen 301                                                |        | Gorafe                                        | No/unknown value                                                                    |
| Dolmen 302                                                |        | Gorafe                                        | No/unknown value                                                                    |
| Dolmen 239, Gorafe                                        |        | Gorafe                                        | No/unknown value                                                                    |
| Dolmen 017                                                |        | Gorafe                                        | No/unknown value                                                                    |
| Dolmen 085                                                |        | Gorafe                                        | No/unknown value                                                                    |
| Trekua Goñi                                               |        | Goñi                                          | 42° 51′ 31″ N, 1° 55′ 28″ O                                                         |
| Martinleze 1                                              |        | Goñi                                          | 42° 51′ 33″ N, 1° 53′ 47″ O                                                         |
| Marcuero                                                  |        | Goñi                                          | 42° 51′ 41″ N, 1° 53′ 46″ O                                                         |
| Martinleze 2                                              |        | Goñi                                          | 42° 51′ 37″ N, 1° 53′ 49″ O                                                         |
| Sarbil zelaia (Itxasorde)                                 |        | Goñi                                          | 42° 48′ 53″ N, 1° 51′ 08″ O                                                         |
| Larrola                                                   |        | Goñi                                          | 42° 49′ 46″ N, 1° 50′ 22″ O                                                         |
| Korostegi                                                 |        | Goñi                                          | 42° 49′ 59″ N, 1° 50′ 14″ O                                                         |
| Mortxe                                                    |        | Goñi                                          | 42° 50′ 13″ N, 1° 50′ 32″ O                                                         |
| Balsa Illarradi (sin confirmar todavía)                   |        | Goñi                                          | 42° 49′ 47″ N, 1° 50′ 59″ O                                                         |
| Dolmen de San Adrián                                      |        | Granucillo                                    | 42° 03′ 15″ N, 5° 55′ 11″ O                                                         |
| Dolmen de las Peñezuelas                                  |        | Granucillo                                    | 42° 03′ 07″ N, 5° 55′ 52″ O                                                         |
| Llano de la Cuesta de Guadix                              |        | Guadix                                        | No/unknown value                                                                    |
| Dolmen 027                                                |        | Guadix                                        | No/unknown value                                                                    |
| Dolmen 045                                                |        | Guadix                                        | No/unknown value                                                                    |
| Dolmen 023                                                |        | Guadix                                        | No/unknown value                                                                    |
| Dolmen 032                                                |        | Guadix                                        | No/unknown value                                                                    |
| Dolmen 022                                                |        | Guadix                                        | No/unknown value                                                                    |
| Dolmen 033                                                |        | Guadix                                        | No/unknown value                                                                    |
| Dolmen 029                                                |        | Guadix                                        | No/unknown value                                                                    |
| Dolmen 055                                                |        | Guadix                                        | No/unknown value                                                                    |
| Dolmen 030                                                |        | Guadix                                        | No/unknown value                                                                    |
| Dolmen 024                                                |        | Guadix                                        | No/unknown value                                                                    |
| Dolmen 031                                                |        | Guadix                                        | No/unknown value                                                                    |
| Dolmen 089                                                |        | Guadix                                        | No/unknown value                                                                    |
| Dolmen 099                                                |        | Guadix                                        | No/unknown value                                                                    |
| Dolmen 087                                                |        | Guadix                                        | No/unknown value                                                                    |
| Dolmen 093                                                |        | Guadix                                        | No/unknown value                                                                    |
| Dolmen 118                                                |        | Guadix                                        | No/unknown value                                                                    |
| Dolmen 090                                                |        | Guadix                                        | No/unknown value                                                                    |
| Dolmen 096                                                |        | Guadix                                        | No/unknown value                                                                    |
| Dolmen 117                                                |        | Guadix                                        | No/unknown value                                                                    |
| Dolmen 145                                                |        | Guadix                                        | No/unknown value                                                                    |
| Dolmen 081                                                |        | Guadix                                        | No/unknown value                                                                    |
| Dolmen 082                                                |        | Guadix                                        | No/unknown value                                                                    |
| Dolmen 106                                                |        | Guadix                                        | No/unknown value                                                                    |
| Dolmen 088                                                |        | Guadix                                        | No/unknown value                                                                    |
| Dolmen 098                                                |        | Guadix                                        | No/unknown value                                                                    |
| Dolmen 091                                                |        | Guadix                                        | No/unknown value                                                                    |
| Dolmen 100                                                |        | Guadix                                        | No/unknown value                                                                    |
| Dolmen 092                                                |        | Guadix                                        | No/unknown value                                                                    |
| Dolmen 159                                                |        | Guadix                                        | No/unknown value                                                                    |
| Dolmen 154                                                |        | Guadix                                        | No/unknown value                                                                    |
| Dolmen 155                                                |        | Guadix                                        | No/unknown value                                                                    |
| Dolmen 157                                                |        | Guadix                                        | No/unknown value                                                                    |
| Dolmen 149                                                |        | Guadix                                        | No/unknown value                                                                    |
| Dolmen 152                                                |        | Guadix                                        | No/unknown value                                                                    |
| Dolmen 148                                                |        | Guadix                                        | No/unknown value                                                                    |
| Dolmen 146                                                |        | Guadix                                        | No/unknown value                                                                    |
| Dolmen 150                                                |        | Guadix                                        | No/unknown value                                                                    |
| Dolmen 094                                                |        | Guadix                                        | No/unknown value                                                                    |
| El Ronquillo                                              |        | Guillena                                      | No/unknown value                                                                    |
| Las Canteras                                              |        | Guillena                                      | No/unknown value                                                                    |
| Puerto de los Entierros                                   |        | Guillena                                      | No/unknown value                                                                    |
| Jentilarri                                                |        | Guipúscoa                                     | 42° 59′ 33″ N, 2° 06′ 27″ O                                                         |
| Akolako Lepua I                                           |        | Hernani                                       | 43° 14′ 58″ N, 1° 55′ 20″ O                                                         |
| Akolako Lepua Ii                                          |        | Hernani                                       | 43° 15′ 03″ N, 1° 55′ 20″ O                                                         |
| Arritxieta                                                |        | Hernani                                       | 43° 15′ 03″ N, 1° 55′ 16″ O                                                         |
| Igoingo Lepua I                                           |        | Hernani                                       | 43° 15′ 17″ N, 1° 54′ 38″ O                                                         |
| Sagastietako Lepua I                                      |        | Hernani                                       | 43° 14′ 50″ N, 1° 55′ 53″ O                                                         |
| Sagastietako Lepua Ii                                     |        | Hernani                                       | 43° 14′ 51″ N, 1° 55′ 50″ O                                                         |
| Putzuzar                                                  |        | Hernani                                       | 43° 14′ 50″ N, 1° 55′ 38″ O                                                         |
| Zioso                                                     |        | Hondarribia                                   | 43° 21′ 47″ N, 1° 50′ 02″ O                                                         |
| Jaizkibel IV                                              |        | Hondarribia                                   | 43° 21′ 33″ N, 1° 50′ 01″ O                                                         |
| Jaizkibel III                                             |        | Hondarribia                                   | 43° 21′ 26″ N, 1° 50′ 17″ O                                                         |
| Iskulin                                                   |        | Hondarribia                                   | 43° 21′ 01″ N, 1° 50′ 43″ O                                                         |
| Atxiñar                                                   |        | Hondarribia                                   | 43° 21′ 33″ N, 1° 50′ 35″ O                                                         |
| Dehesa de La Muela                                        |        | Hornachuelos                                  | No/unknown value                                                                    |
| Loma de Las Carboneras                                    |        | Hornachuelos                                  | No/unknown value                                                                    |
| Otsopasaje                                                |        | Huarte-Araquil                                | 42° 56′ 21″ N, 1° 57′ 46″ O                                                         |
| Zubeinta                                                  |        | Huarte-Araquil                                | 42° 56′ 15″ N, 1° 58′ 16″ O                                                         |
| Artzabal                                                  |        | Huarte-Araquil                                | 42° 55′ 59″ N, 1° 57′ 45″ O                                                         |
| Olaberta                                                  |        | Huarte-Araquil                                | 42° 56′ 59″ N, 1° 59′ 14″ O                                                         |
| Luperta                                                   |        | Huarte-Araquil                                | 42° 56′ 27″ N, 1° 58′ 40″ O                                                         |
| Txagadi                                                   |        | Huarte-Araquil                                | 42° 56′ 47″ N, 1° 56′ 05″ O                                                         |
| Panplonagañe                                              |        | Huarte-Araquil                                | 42° 56′ 32″ N, 1° 57′ 06″ O                                                         |
| Arantzadi de Etxabe                                       |        | Huarte-Araquil                                | 42° 57′ 14″ N, 1° 55′ 42″ O                                                         |
| Seakoain 1 hego                                           |        | Huarte-Araquil                                | 42° 57′ 29″ N, 1° 57′ 03″ O                                                         |
| Urdenats                                                  |        | Huarte-Araquil                                | 42° 56′ 25″ N, 1° 54′ 44″ O                                                         |
| Armendia                                                  |        | Huarte-Araquil                                | 42° 57′ 28″ N, 1° 55′ 45″ O                                                         |
| Ziñeko gurutze                                            |        | Huarte-Araquil                                | 42° 57′ 29″ N, 1° 55′ 55″ O                                                         |
| Izeñiturri                                                |        | Huarte-Araquil                                | 42° 57′ 16″ N, 1° 56′ 24″ O                                                         |
| Zubigoien                                                 |        | Huarte-Araquil                                | 42° 57′ 17″ N, 1° 55′ 40″ O                                                         |
| Seakoain 2 ipar                                           |        | Huarte-Araquil                                | 42° 57′ 21″ N, 1° 55′ 34″ O                                                         |
| Ilunbetako arrate                                         |        | Huarte-Araquil                                | 42° 57′ 22″ N, 1° 56′ 02″ O                                                         |
| Arrate berri                                              |        | Huarte-Araquil                                | 42° 57′ 29″ N, 1° 56′ 31″ O                                                         |
| Otansur                                                   |        | Huarte-Araquil                                | 42° 57′ 09″ N, 1° 55′ 27″ O                                                         |
| Ata                                                       |        | Huarte-Araquil                                | 42° 56′ 42″ N, 1° 54′ 56″ O                                                         |
| Agiri                                                     |        | Huarte-Araquil                                | 42° 56′ 42″ N, 1° 54′ 55″ O                                                         |
| Atalde                                                    |        | Huarte-Araquil                                | 42° 56′ 49″ N, 1° 54′ 13″ O                                                         |
| Dolmen de Pradías                                         |        | Ibias                                         | 43° 02′ 16″ N, 6° 48′ 44″ O                                                         |
| Balenkaleku Hegoaldea                                     |        | Idiazabal Alsasua                             | 42° 56′ 45″ N, 2° 12′ 40″ O                                                         |
| Bidaarte I                                                |        | Idiazabal                                     | 42° 56′ 56″ N, 2° 15′ 35″ O                                                         |
| Etxegarate                                                |        | Idiazabal                                     | 42° 57′ 00″ N, 2° 13′ 46″ O                                                         |
| Napalatza                                                 |        | Idiazabal                                     | 42° 58′ 07″ N, 2° 13′ 46″ O                                                         |
| Unanabi                                                   |        | Idiazabal                                     | 42° 57′ 31″ N, 2° 13′ 16″ O                                                         |
| Urrezulko Armurea                                         |        | Idiazabal                                     | 42° 59′ 05″ N, 2° 12′ 45″ O                                                         |
| Zorroztarri                                               |        | Idiazabal Segura                              | 42° 58′ 21″ N, 2° 15′ 20″ O                                                         |
| Lubrakieta                                                |        | Isaba-Izaba                                   | 42° 52′ 23″ N, 0° 50′ 43″ O                                                         |
| Arrako                                                    |        | Isaba-Izaba                                   | 42° 55′ 52″ N, 0° 51′ 39″ O                                                         |
| Sakulo                                                    |        | Isaba-Izaba                                   | 42° 54′ 45″ N, 0° 52′ 39″ O                                                         |
| Roizu 1 bera                                              |        | Isaba-Izaba                                   | 42° 56′ 11″ N, 0° 54′ 42″ O                                                         |
| Roizu 2 goiti                                             |        | Isaba-Izaba                                   | 42° 56′ 21″ N, 0° 54′ 36″ O                                                         |
| Asolaze                                                   |        | Isaba-Izaba                                   | 42° 54′ 03″ N, 0° 53′ 01″ O                                                         |
| Ibón de Ezkaurre 1 ekialde                                |        | Isaba-Izaba                                   | 42° 50′ 54″ N, 0° 50′ 51″ O                                                         |
| Ibón de Ezkaurre 2 mendebalde                             |        | Isaba-Izaba                                   | 42° 50′ 57″ N, 0° 51′ 07″ O                                                         |
| Ezpainpea (Solano de Ezkaurre)                            |        | Isaba-Izaba                                   | 42° 50′ 54″ N, 0° 51′ 17″ O                                                         |
| Adazidoia                                                 |        | Isaba-Izaba                                   | 42° 54′ 41″ N, 0° 53′ 48″ O                                                         |
| Dolmen de Arrako                                          |        | Isaba-Izaba                                   | 42° 55′ 52″ N, 0° 51′ 39″ O                                                         |
| Baikuntzeko etxola                                        |        | Ituren                                        | 43° 08′ 40″ N, 1° 43′ 57″ O                                                         |
| Ameztia                                                   |        | Ituren                                        | 43° 06′ 51″ N, 1° 43′ 17″ O                                                         |
| Aitzurra                                                  |        | Ituren                                        | 43° 08′ 38″ N, 1° 42′ 37″ O                                                         |
| Arrutala (Arrasado en 2006)                               |        | Ituren                                        | 43° 08′ 23″ N, 1° 42′ 28″ O                                                         |
| Epeintzako kaskua                                         |        | Ituren                                        | 43° 08′ 16″ N, 1° 42′ 24″ O                                                         |
| Garatama                                                  |        | Ituren                                        | 43° 08′ 04″ N, 1° 42′ 30″ O                                                         |
| Erdiko xenda                                              |        | Ituren                                        | 43° 09′ 01″ N, 1° 43′ 20″ O                                                         |
| Aitzurrako lepoa                                          |        | Ituren                                        | 43° 08′ 35″ N, 1° 42′ 41″ O                                                         |
| Goiko borda 1 ipar                                        |        | Ituren                                        | 43° 08′ 30″ N, 1° 42′ 22″ O                                                         |
| Goiko borda 2 hego                                        |        | Ituren                                        | 43° 08′ 25″ N, 1° 42′ 17″ O                                                         |
| Llano de Erremendia                                       |        | Jaurrieta                                     | 42° 52′ 35″ N, 1° 11′ 08″ O                                                         |
| Dolmen del Collado de los Bastianes                       |        | Jaén                                          | 37° 41′ 39″ N, 3° 45′ 47″ O                                                         |
| Cerro Veleta                                              |        | Jaén                                          | No/unknown value                                                                    |
| Collado de los Bastiones                                  |        | Jaén                                          | No/unknown value                                                                    |
| Otiñar                                                    |        | Jaén                                          | No/unknown value                                                                    |
| Poblado y necrópolis de Cerro Veleta                      |        | Jaén                                          | 37° 41′ 26″ N, 3° 45′ 58″ O                                                         |
| Cortijo de Alcobainas                                     |        | Jerez de la Frontera                          | No/unknown value                                                                    |
| Angaitza (Mari bizker)                                    |        | Juslapeña                                     | 42° 55′ 39″ N, 1° 44′ 04″ O                                                         |
| Auzalor                                                   |        | Juslapeña                                     | 42° 54′ 59″ N, 1° 45′ 05″ O                                                         |
| Soiaondi                                                  |        | Juslapeña                                     | 42° 53′ 00″ N, 1° 43′ 38″ O                                                         |
| Dolmen de San Sebastián Sur                               |        | Katadiano                                     | 42° 54′ 39″ N, 2° 53′ 52″ O                                                         |
| dolmen de Gurpide Sur                                     |        | Katadiano                                     | 42° 54′ 31″ N, 2° 53′ 42″ O                                                         |
| dolmen de Gurpide Norte                                   |        | Katadiano Kuartango Álava                     | 42° 54′ 33″ N, 2° 53′ 45″ O                                                         |
| Dolmen San Sebastián Nord                                 |        | Kuartango                                     | 42° 54′ 46″ N, 2° 53′ 46″ O                                                         |
| Dolmen San Sebastián Sud                                  |        | Kuartango                                     | 42° 54′ 39″ N, 2° 53′ 50″ O                                                         |
| Dolmen de Puigsespedres                                   |        | L'Esquirol                                    | 42° 02′ 00″ N, 2° 22′ 47″ L                                                         |
| Dolmen de Sòls de Riu                                     |        | La Baronia de Rialb                           | 41° 59′ 01″ N, 1° 12′ 11″ L                                                         |
| Dolmen de Colldegria                                      |        | La Cellera de Ter                             | 41° 58′ 41″ N, 2° 36′ 17″ L                                                         |
| dolmen dels Estanys III                                   |        | La Jonquera                                   | 42° 24′ 01″ N, 2° 54′ 13″ L                                                         |
| dolmen dels Estanys I                                     |        | La Jonquera                                   | 42° 23′ 46″ N, 2° 54′ 18″ L                                                         |
| dolmen dels Estanys II                                    |        | La Jonquera                                   | 42° 23′ 43″ N, 2° 54′ 23″ L                                                         |
| dolmen dels Pedreguers                                    |        | La Jonquera                                   | 42° 26′ 47″ N, 2° 53′ 06″ L                                                         |
| dolmen dels Planers de la Serafina                        |        | La Jonquera                                   | 42° 25′ 38″ N, 2° 51′ 07″ L                                                         |
| dòlmens del Mas Baleta                                    |        | La Jonquera                                   | 42° 24′ 03″ N, 2° 54′ 52″ L                                                         |
| Megaliths of Els Estanys                                  |        | La Jonquera                                   |                                                                                     |
| Dolmen de Canadal                                         |        | La Jonquera                                   | 42° 24′ 41″ N, 2° 53′ 38″ L                                                         |
| Dolmen del Mas Baleta I                                   |        | La Jonquera                                   | 42° 24′ 05″ N, 2° 54′ 54″ L                                                         |
| Dolmen del Mas Baleta II                                  |        | La Jonquera                                   | 42° 24′ 00″ N, 2° 54′ 49″ L                                                         |
| Las Navas                                                 |        | La Puebla de Cazalla                          | No/unknown value                                                                    |
| Dolmen de Céllecs                                         |        | La Roca del Vallès                            | 41° 34′ 00″ N, 2° 19′ 54″ L                                                         |
| la Galeria Coberta                                        |        | La Roca del Vallès Vilanova del Vallès        | 41° 33′ 49″ N, 2° 18′ 50″ L                                                         |
| Dolmen de Can Gol II                                      |        | La Roca del Vallès                            | 41° 33′ 54″ N, 2° 19′ 05″ L                                                         |
| Dolmen de Can Planes                                      |        | La Roca del Vallès                            | 41° 35′ 10″ N, 2° 20′ 26″ L                                                         |
| Cabana del Moro de Céllecs                                |        | La Roca del Vallès                            | 41° 33′ 58″ N, 2° 20′ 01″ L                                                         |
| la Taula dels Lladres                                     |        | La Selva de Mar                               | 42° 19′ 50″ N, 3° 11′ 22″ L                                                         |
| Dolmen de la Cabaneta                                     |        | La Torre de Cabdella                          | 42° 21′ 13″ N, 0° 59′ 43″ L                                                         |
| Irutzulo txikita                                          |        | Lacunza                                       | 42° 57′ 22″ N, 2° 00′ 45″ O                                                         |
| Soiltxiki                                                 |        | Lacunza                                       | 42° 57′ 22″ N, 2° 00′ 54″ O                                                         |
| Dolmen del Alto de la Huesera                             |        | Laguardia                                     | 42° 34′ 10″ N, 2° 33′ 58″ O                                                         |
| Dolmen San Martin                                         |        | Laguardia                                     | 42° 33′ 43″ N, 2° 35′ 39″ O                                                         |
| dólmen de Layaza                                          |        | Laguardia                                     | 42° 34′ 48″ N, 2° 39′ 11″ O                                                         |
| dolmen Los Llanos                                         |        | Laguardia                                     | 42° 35′ 37″ N, 2° 31′ 56″ O                                                         |
| Mámoa da Cruz                                             |        | Lalín                                         |                                                                                     |
| Casarota do Fusiño                                        |        | Lampón, Boiro                                 | 42° 39′ 55″ N, 8° 56′ 47″ O                                                         |
| Lantz (Amezti)                                            |        | Lanz                                          | 43° 00′ 32″ N, 1° 37′ 30″ O                                                         |
| Harriurdiñeta                                             |        | Lanz                                          | 43° 01′ 27″ N, 1° 36′ 07″ O                                                         |
| Sugesti 1 ipar                                            |        | Lanz                                          | 43° 01′ 49″ N, 1° 36′ 27″ O                                                         |
| Loiketa 8                                                 |        | Lanz                                          | 43° 01′ 32″ N, 1° 37′ 07″ O                                                         |
| Xafran 1 ipar                                             |        | Lanz                                          | 43° 01′ 22″ N, 1° 37′ 22″ O                                                         |
| Xafran 2 hego                                             |        | Lanz                                          | 43° 01′ 21″ N, 1° 37′ 22″ O                                                         |
| Tuferburu 1 hego                                          |        | Lanz                                          | 43° 01′ 32″ N, 1° 36′ 37″ O                                                         |
| Tuferburu 2 ipar                                          |        | Lanz                                          | 43° 01′ 33″ N, 1° 36′ 36″ O                                                         |
| Indieta                                                   |        | Lanz                                          | 43° 01′ 26″ N, 1° 36′ 39″ O                                                         |
| Sugesti 2 hego                                            |        | Lanz                                          | 43° 01′ 40″ N, 1° 36′ 38″ O                                                         |
| Errebelu                                                  |        | Lanz                                          | 43° 02′ 24″ N, 1° 35′ 51″ O                                                         |
| Agiñeta 1 mendebalde                                      |        | Lanz                                          | 43° 00′ 01″ N, 1° 35′ 12″ O                                                         |
| Agiñeta 2 erdi                                            |        | Lanz                                          | 43° 00′ 01″ N, 1° 35′ 10″ O                                                         |
| Agiñeta 3 ekialde                                         |        | Lanz                                          | 43° 00′ 01″ N, 1° 35′ 08″ O                                                         |
| Sokillete (Mugarriberri)                                  |        | Larráun                                       | 43° 02′ 52″ N, 1° 56′ 07″ O                                                         |
| Goldanburu                                                |        | Larráun                                       | 43° 02′ 38″ N, 1° 56′ 21″ O                                                         |
| Santa Cruz (arrasado)                                     |        | Larráun                                       | 43° 02′ 24″ N, 1° 55′ 33″ O                                                         |
| Arrola (Guratz)                                           |        | Larráun                                       | 43° 03′ 18″ N, 1° 55′ 28″ O                                                         |
| Laloita                                                   |        | Larráun                                       | 43° 02′ 27″ N, 1° 55′ 47″ O                                                         |
| Atxitxia (Titinzulo)                                      |        | Larráun                                       | 43° 02′ 42″ N, 1° 54′ 25″ O                                                         |
| Esita 1 ekialde                                           |        | Larráun                                       | 43° 03′ 03″ N, 1° 52′ 25″ O                                                         |
| Bideberrieta 1 (destruido)                                |        | Larráun                                       | 43° 02′ 48″ N, 1° 53′ 08″ O                                                         |
| Azpelategi                                                |        | Larráun                                       | 43° 02′ 17″ N, 1° 53′ 12″ O                                                         |
| Txutxuim                                                  |        | Larráun                                       | 43° 02′ 45″ N, 1° 53′ 28″ O                                                         |
| Esita 2 mendebalde                                        |        | Larráun                                       | 43° 03′ 03″ N, 1° 52′ 33″ O                                                         |
| Bideberrieta 2                                            |        | Larráun                                       | 43° 02′ 52″ N, 1° 52′ 45″ O                                                         |
| Musulun                                                   |        | Larráun                                       | 43° 02′ 21″ N, 1° 54′ 05″ O                                                         |
| Txuritxoberri                                             |        | Larráun                                       | 42° 58′ 13″ N, 1° 55′ 18″ O                                                         |
| Larrazpil                                                 |        | Larráun                                       | 42° 56′ 42″ N, 1° 51′ 15″ O                                                         |
| Azolape                                                   |        | Larráun                                       | 42° 57′ 17″ N, 1° 52′ 48″ O                                                         |
| Milaldapa                                                 |        | Larráun                                       | 42° 57′ 35″ N, 1° 52′ 41″ O                                                         |
| Pikabotz                                                  |        | Larráun                                       | 42° 57′ 28″ N, 1° 52′ 31″ O                                                         |
| Pagamendi                                                 |        | Larráun                                       | 42° 57′ 10″ N, 1° 52′ 33″ O                                                         |
| Arranazpieta                                              |        | Larráun                                       | 42° 58′ 02″ N, 1° 55′ 39″ O                                                         |
| Lardamingo                                                |        | Larráun                                       | 42° 57′ 47″ N, 1° 51′ 37″ O                                                         |
| Akelar                                                    |        | Larráun                                       | 42° 59′ 15″ N, 1° 53′ 39″ O                                                         |
| Lapaztegi                                                 |        | Larráun                                       | 42° 59′ 21″ N, 1° 56′ 12″ O                                                         |
| Poztan                                                    |        | Larráun                                       | 42° 59′ 12″ N, 1° 56′ 38″ O                                                         |
| Aldabe                                                    |        | Larráun                                       | 42° 59′ 12″ N, 1° 56′ 07″ O                                                         |
| Lamear                                                    |        | Larráun                                       | 42° 56′ 21″ N, 1° 51′ 37″ O                                                         |
| Pian                                                      |        | Larráun                                       | 42° 56′ 08″ N, 1° 51′ 44″ O                                                         |
| Akittarro                                                 |        | Larráun                                       | 42° 58′ 51″ N, 1° 53′ 55″ O                                                         |
| Kategaña                                                  |        | Larráun                                       | 42° 56′ 05″ N, 1° 52′ 35″ O                                                         |
| Aizaleku                                                  |        | Legazpi                                       | 43° 02′ 30″ N, 2° 19′ 32″ O                                                         |
| Amutxanda                                                 |        | Legazpi                                       | 43° 01′ 04″ N, 2° 20′ 37″ O                                                         |
| Arratolagaña                                              |        | Legazpi Oñati                                 | 43° 00′ 24″ N, 2° 21′ 06″ O                                                         |
| Urietagaña                                                |        | Legazpi                                       | 43° 00′ 03″ N, 2° 20′ 33″ O                                                         |
| Aizaleku Ii                                               |        | Legazpi                                       | 43° 02′ 33″ N, 2° 19′ 40″ O                                                         |
| Maribidaurre                                              |        | Legazpi                                       | 43° 02′ 31″ N, 2° 19′ 44″ O                                                         |
| Elgea I                                                   |        | Leintz-Gatzaga                                | 42° 57′ 02″ N, 2° 32′ 33″ O                                                         |
| Biuztain                                                  |        | Leiza                                         | 43° 06′ 17″ N, 1° 54′ 40″ O 43° 06′ 16″ N, 1° 54′ 41″ O                             |
| Mendibil                                                  |        | Leiza                                         | 43° 07′ 25″ N, 1° 52′ 34″ O                                                         |
| Erroia gain (Errolle gain)                                |        | Leiza                                         | 43° 07′ 30″ N, 1° 51′ 59″ O                                                         |
| Losarrobieta                                              |        | Leiza                                         | 43° 06′ 12″ N, 1° 54′ 58″ O                                                         |
| Karakoleta                                                |        | Leiza                                         | 43° 05′ 53″ N, 1° 56′ 03″ O                                                         |
| Aitzmurdi                                                 |        | Leiza                                         | 43° 08′ 24″ N, 1° 52′ 05″ O                                                         |
| Iruso 1 (iturri)                                          |        | Leiza                                         | 43° 05′ 59″ N, 1° 55′ 54″ O                                                         |
| Iruso 2                                                   |        | Leiza                                         | 43° 05′ 56″ N, 1° 55′ 54″ O                                                         |
| Iruso 3                                                   |        | Leiza                                         | 43° 06′ 01″ N, 1° 55′ 47″ O                                                         |
| Iruso 4                                                   |        | Leiza                                         | 43° 05′ 52″ N, 1° 55′ 49″ O                                                         |
| Jentillen arrobie                                         |        | Leiza                                         | 43° 05′ 53″ N, 1° 55′ 17″ O                                                         |
| Erroizte azpikoa                                          |        | Leiza                                         | 43° 06′ 57″ N, 1° 52′ 46″ O                                                         |
| Dolmen de Biscarbó                                        |        | Les Valls d'Aguilar                           | 42° 20′ 39″ N, 1° 13′ 29″ L                                                         |
| dolmen de Plan Fornesa                                    |        | Les Valls d'Aguilar                           | 42° 16′ 16″ N, 1° 13′ 47″ L                                                         |
| dolmen de Coll Jovell                                     |        | Les Valls de Valira                           | 42° 24′ 18″ N, 1° 34′ 12″ L                                                         |
| Pagolleta                                                 |        | Lesaca                                        | 43° 13′ 19″ N, 1° 45′ 51″ O                                                         |
| Amargungo zeharra                                         |        | Lesaca                                        | 43° 15′ 50″ N, 1° 43′ 20″ O                                                         |
| Agiña                                                     |        | Lesaca                                        | 43° 15′ 53″ N, 1° 45′ 35″ O                                                         |
| Dolmen d'El Sotillo                                       |        | Leza                                          | 42° 34′ 25″ N, 2° 37′ 19″ O                                                         |
| Axurdario                                                 |        | Lizartza                                      | 43° 05′ 38″ N, 2° 01′ 41″ O                                                         |
| Oianburu                                                  |        | Lizoain-Arriasgoiti - Lizoainibar-Arriasgoiti | 42° 51′ 13″ N, 1° 29′ 55″ O                                                         |
| Lakarri hego                                              |        | Lizoain-Arriasgoiti - Lizoainibar-Arriasgoiti | 42° 52′ 01″ N, 1° 30′ 04″ O                                                         |
| Askalain                                                  |        | Lizoain-Arriasgoiti - Lizoainibar-Arriasgoiti | 42° 52′ 02″ N, 1° 29′ 59″ O                                                         |
| Oiartzabal 2 hego (Onbilan)                               |        | Lizoain-Arriasgoiti - Lizoainibar-Arriasgoiti | 42° 52′ 20″ N, 1° 26′ 23″ O                                                         |
| Kabilarte                                                 |        | Lizoain-Arriasgoiti - Lizoainibar-Arriasgoiti | 42° 51′ 56″ N, 1° 25′ 37″ O                                                         |
| Aranketa                                                  |        | Lizoain-Arriasgoiti - Lizoainibar-Arriasgoiti | 42° 51′ 22″ N, 1° 25′ 43″ O                                                         |
| Dolmen de Tranquinell                                     |        | Llagostera                                    | 41° 46′ 24″ N, 2° 54′ 49″ L                                                         |
| Dolmen de Llanera                                         |        | Llanera                                       | 41° 53′ 55″ N, 1° 28′ 33″ L                                                         |
| els Castellets                                            |        | Lles de Cerdanya                              | 42° 23′ 14″ N, 1° 39′ 43″ L                                                         |
| Dolmen de Santa Justa                                     |        | Lliçà d'Amunt                                 | 41° 37′ 29″ N, 2° 15′ 01″ L                                                         |
| Cortijo de Velarde                                        |        | Lora del Río                                  | No/unknown value                                                                    |
| Los Majadales V                                           |        | Lora del Río                                  | No/unknown value                                                                    |
| Cañada Real I                                             |        | Los Molares Utrera                            | No/unknown value 37° 09′ 38″ N, 5° 43′ 03″ O                                        |
| Los Molares. Necrópolis Megalítica                        |        | Los Molares                                   | No/unknown value                                                                    |
| El Palomar                                                |        | Los Molares                                   | No/unknown value                                                                    |
| Dolmen de La Dehesa de la Lastra                          |        | Luque                                         | 37° 30′ 23″ N, 4° 15′ 01″ O 37° 30′ 22″ N, 4° 15′ 01″ O                             |
| Dolmen of Magacela                                        |        | Magacela                                      | 38° 54′ 04″ N, 5° 43′ 46″ O                                                         |
| Dolmen La Cueva del Vaquero                               |        | Mairena del Alcor                             | 37° 20′ 41″ N, 5° 46′ 20″ O                                                         |
| El Gandul : Cañada del Carrascal                          |        | Mairena del Alcor                             | No/unknown value                                                                    |
| El Gandul : Cañada Honda B                                |        | Mairena del Alcor                             | No/unknown value                                                                    |
| Dólmen de Pedra da Arca                                   |        | Malpica de Bergantiños                        | 43° 17′ 48″ N, 8° 52′ 18″ O                                                         |
| Dolmen de Cubillejo de Lara                               |        | Mambrillas de Lara                            | 42° 07′ 26″ N, 3° 30′ 54″ O                                                         |
| Porcún Alto II                                            |        | Marchena                                      | No/unknown value                                                                    |
| Dolmen de Castellruf                                      |        | Martorelles                                   | 41° 30′ 47″ N, 2° 16′ 01″ L                                                         |
| Chan de Armada                                            |        | Marín                                         |                                                                                     |
| Mámoa de Pedralonga                                       |        | Marín                                         | 42° 21′ 29″ N, 8° 40′ 43″ O                                                         |
| Mámoa de Pedralonga                                       |        | Marín                                         | 42° 21′ 29″ N, 8° 40′ 43″ O                                                         |
| Dolmen La Torruca                                         |        | Mata de Alcántara                             |                                                                                     |
| Dolmen de Montbarbat                                      |        | Maçanet de la Selva                           | 41° 44′ 16″ N, 2° 47′ 00″ L                                                         |
| Morea                                                     |        | Mañeru                                        | 42° 40′ 56″ N, 1° 51′ 43″ O                                                         |
| Sotoaldea (arrasado)                                      |        | Mañeru                                        | 42° 38′ 41″ N, 1° 50′ 26″ O                                                         |
| A Casiña da Moura                                         |        | Meis                                          |                                                                                     |
| Pena do Raposo                                            |        | Melide                                        |                                                                                     |
| Dolmen de Codesás                                         |        | Melón                                         |                                                                                     |
| Dolmen de Busnela                                         |        | Merindad de Valdeporres                       | 43° 01′ 22″ N, 3° 46′ 49″ O                                                         |
| dolmen of Merillés (Tineo)                                |        | Merías                                        | 43° 16′ 10″ N, 6° 20′ 53″ O                                                         |
| Necrópolis Megalítica de Tozar                            |        | Moclín                                        | No/unknown value                                                                    |
| Pileta de la Zorra                                        |        | Moclín                                        | No/unknown value                                                                    |
| Dolmen de Santa Magdalena                                 |        | Moià                                          | 41° 47′ 42″ N, 2° 03′ 39″ L                                                         |
| dolmen de Puig Rodó                                       |        | Moià                                          | 41° 50′ 51″ N, 2° 07′ 41″ L                                                         |
| Dolmen del Cospinar                                       |        | Moià                                          | 41° 48′ 43″ N, 2° 09′ 01″ L                                                         |
| Dolmen de les Humbertes                                   |        | Moià                                          | 41° 47′ 10″ N, 2° 07′ 46″ L                                                         |
| Llano Manzano                                             |        | Mojácar                                       | No/unknown value                                                                    |
| Cabezo Aguilar de Cuartillas                              |        | Mojácar                                       | No/unknown value                                                                    |
| Dolmen de Trullars                                        |        | Monistrol de Calders                          | 41° 44′ 41″ N, 2° 02′ 05″ L                                                         |
| El Charcón                                                |        | Montecorto                                    | 36° 50′ 39″ N, 5° 19′ 24″ O                                                         |
| Necrópolis de La Angostura                                |        | Montecorto                                    | 36° 50′ 13″ N, 5° 19′ 35″ O                                                         |
| La Camarilla                                              |        | Montefrío                                     | 37° 20′ 01″ N, 3° 56′ 09″ O                                                         |
| Gran Dolmen de Montehermoso                               |        | Montehermoso                                  | 40° 04′ 59″ N, 6° 22′ 51″ O                                                         |
| dolmen del Tremedal                                       |        | Montehermoso                                  | 40° 04′ 53″ N, 6° 22′ 36″ O                                                         |
| dolmen de la Gran Encina                                  |        | Montehermoso                                  | 40° 05′ 09″ N, 6° 22′ 29″ O                                                         |
| Anta de Herdade da Serranheira                            |        | Montemor-o-Novo                               | 38° 38′ 29″ N, 8° 00′ 03″ O                                                         |
| Anta de Estanque                                          |        | Montemor-o-Novo                               | 38° 45′ 54″ N, 8° 11′ 38″ O                                                         |
| Dolmen de la Cabana dels Moros                            |        | Montferrer i Castellbò                        | 42° 21′ 17″ N, 1° 19′ 54″ L                                                         |
| Loma del Caballero                                        |        | Montoro                                       | No/unknown value                                                                    |
| Dolmen de El Tesoro                                       |        | Morales de Rey                                | 42° 04′ 12″ N, 5° 47′ 39″ O                                                         |
| Las Peñuelas                                              |        | Morelábor                                     | No/unknown value                                                                    |
| Hoyo del Gigante                                          |        | Morón de la Frontera                          | No/unknown value                                                                    |
| Armijo IV                                                 |        | Morón de la Frontera                          | No/unknown value                                                                    |
| Encarnaciones III                                         |        | Morón de la Frontera                          | No/unknown value                                                                    |
| Dehesa de San Pedro                                       |        | Morón de la Frontera                          | No/unknown value                                                                    |
| Armijo II                                                 |        | Morón de la Frontera                          | No/unknown value                                                                    |
| Armijo III                                                |        | Morón de la Frontera                          | No/unknown value                                                                    |
| La Morona II                                              |        | Morón de la Frontera                          | No/unknown value                                                                    |
| La Morona III                                             |        | Morón de la Frontera                          | No/unknown value                                                                    |
| Encarnaciones I                                           |        | Morón de la Frontera                          | No/unknown value                                                                    |
| Encarnaciones II                                          |        | Morón de la Frontera                          | No/unknown value                                                                    |
| Arca da Piosa                                             |        | Muíño, Zas Baíñas, Vimianzo                   | 43° 03′ 14″ N, 8° 58′ 55″ O                                                         |
| Casola do Foxo                                            |        | Muíños                                        |                                                                                     |
| Outeiro de Cavaladre                                      |        | Muíños                                        |                                                                                     |
| Casiña da Moura                                           |        | Muíños                                        | 41° 55′ 39″ N, 7° 56′ 31″ O                                                         |
| Casola do Foxo                                            |        | Muíños                                        | 41° 55′ 39″ N, 7° 56′ 31″ O                                                         |
| Dolmen del prado de Lácara                                |        | Mérida                                        | 39° 02′ 59″ N, 6° 25′ 15″ O                                                         |
| Fornela dos Mouros                                        |        | Nande, Laxe                                   | 43° 09′ 58″ N, 9° 00′ 28″ O                                                         |
| Contin                                                    |        | Navarra                                       | 42° 51′ 27″ N, 1° 11′ 02″ O                                                         |
| Legaroz                                                   |        | Navascués-Nabaskoze                           | 42° 41′ 58″ N, 1° 03′ 08″ O                                                         |
| Balsa del Portillo de Ollate                              |        | Navascués-Nabaskoze                           | 42° 41′ 30″ N, 1° 03′ 57″ O                                                         |
| Puntallo de las Capezas                                   |        | Navascués-Nabaskoze                           | 42° 41′ 35″ N, 1° 04′ 07″ O                                                         |
| Portillo de Ollate (es otra cosa)                         |        | Navascués-Nabaskoze                           | 42° 41′ 30″ N, 1° 03′ 49″ O                                                         |
| Paso Muerto                                               |        | Navascués-Nabaskoze                           | 42° 41′ 14″ N, 1° 05′ 58″ O                                                         |
| Turendo                                                   |        | Navascués-Nabaskoze                           | 42° 41′ 49″ N, 1° 03′ 22″ O                                                         |
| Piedra blanca                                             |        | Navascués-Nabaskoze                           | 42° 42′ 28″ N, 1° 03′ 09″ O                                                         |
| Portillo de Ollate 2                                      |        | Navascués-Nabaskoze                           | 42° 41′ 28″ N, 1° 03′ 46″ O                                                         |
| Dolmen de les Comes                                       |        | Navàs                                         | 41° 51′ 55″ N, 1° 44′ 22″ L                                                         |
| Tomba del Moro                                            |        | Navàs                                         | 41° 51′ 52″ N, 1° 41′ 24″ L                                                         |
| Dolmen de La Lancha                                       |        | Nerva                                         | No/unknown value                                                                    |
| El Palmaron                                               |        | Niebla                                        | No/unknown value                                                                    |
| Tholos del Moro                                           |        | Niebla                                        | No/unknown value                                                                    |
| Dolmen de Argalo                                          |        | Noia                                          |                                                                                     |
| Dolmen de la Piatra                                       |        | Nueno                                         | 42° 16′ 49″ N, 0° 23′ 08″ O                                                         |
| Dolmen de Abuíme                                          |        | O Saviñao                                     |                                                                                     |
| Dolmen de Abuíme                                          |        | O Saviñao                                     | 42° 33′ 32″ N, 7° 38′ 51″ O                                                         |
| Dolmen de la Camorrilla                                   |        | Obejo                                         | No/unknown value                                                                    |
| Arrizabala                                                |        | Ochagavía-Otsagabia                           | 42° 57′ 24″ N, 1° 06′ 09″ O                                                         |
| Idorrokia 1                                               |        | Ochagavía-Otsagabia                           | 42° 57′ 33″ N, 1° 07′ 16″ O                                                         |
| Idorrokia 2 (Burdinzulo)                                  |        | Ochagavía-Otsagabia                           | 42° 57′ 39″ N, 1° 07′ 57″ O                                                         |
| Gaztanbidea                                               |        | Ochagavía-Otsagabia                           | 42° 57′ 14″ N, 1° 02′ 59″ O                                                         |
| Bortubizkarra 1 ekialde                                   |        | Ochagavía-Otsagabia                           | 42° 57′ 21″ N, 1° 05′ 24″ O                                                         |
| Landabizkarra                                             |        | Ochagavía-Otsagabia                           | 42° 56′ 43″ N, 1° 06′ 16″ O                                                         |
| Idorrokia 3                                               |        | Ochagavía-Otsagabia                           | 42° 57′ 32″ N, 1° 06′ 48″ O                                                         |
| Larburua                                                  |        | Ochagavía-Otsagabia                           | 42° 56′ 49″ N, 1° 05′ 57″ O                                                         |
| Arriluze                                                  |        | Ochagavía-Otsagabia                           | 42° 57′ 07″ N, 1° 08′ 31″ O                                                         |
| Bortubizkarra 2 mendebalde                                |        | Ochagavía-Otsagabia                           | 42° 57′ 22″ N, 1° 05′ 36″ O                                                         |
| Caixa del Moro                                            |        | Odèn                                          | 42° 07′ 17″ N, 1° 27′ 21″ L                                                         |
| Gainzabal                                                 |        | Oiartzun                                      | 43° 17′ 10″ N, 1° 50′ 36″ O                                                         |
| Auntz-etxea                                               |        | Olazagutía                                    | 42° 53′ 35″ N, 2° 11′ 46″ O                                                         |
| Dólmen de Axeitos                                         |        | Oleiros, Ribeira                              | 42° 36′ 00″ N, 9° 01′ 00″ O                                                         |
| Tumba de la Piedra Ver                                    |        | Olula del Río                                 | No/unknown value                                                                    |
| Pedra da Arca                                             |        | Olveira, Dumbría                              | 43° 00′ 36″ N, 9° 00′ 52″ O                                                         |
| El Toconal I                                              |        | Olvera                                        | No/unknown value                                                                    |
| Cortijo de Corbones                                       |        | Olvera                                        | No/unknown value                                                                    |
| Organbide                                                 |        | Orbaiceta                                     | 43° 02′ 59″ N, 1° 12′ 43″ O                                                         |
| Azpegi 3                                                  |        | Orbaiceta                                     | 43° 02′ 10″ N, 1° 13′ 15″ O                                                         |
| Ibiaga                                                    |        | Orbaiceta                                     | 43° 00′ 35″ N, 1° 10′ 46″ O                                                         |
| Azpegi 1                                                  |        | Orbaiceta                                     | 43° 02′ 05″ N, 1° 13′ 34″ O                                                         |
| Azpegi 2                                                  |        | Orbaiceta                                     | 43° 02′ 04″ N, 1° 13′ 32″ O                                                         |
| Soroluxe                                                  |        | Orbaiceta                                     | 43° 02′ 14″ N, 1° 14′ 17″ O                                                         |
| Azpegi 4                                                  |        | Orbaiceta                                     | 43° 02′ 09″ N, 1° 13′ 15″ O                                                         |
| Anbulolatz                                                |        | Orbaiceta                                     | 43° 00′ 46″ N, 1° 11′ 29″ O                                                         |
| Gibelea                                                   |        | Orbaiceta                                     | 42° 57′ 49″ N, 1° 11′ 01″ O                                                         |
| la Barraca d'en Josepó                                    |        | Ordèn (Bellver de Cerdanya)                   | 42° 23′ 54″ N, 1° 47′ 13″ L                                                         |
| Zanaz 2 ekialde                                           |        | Oroz-Betelu                                   | 42° 55′ 00″ N, 1° 19′ 54″ O                                                         |
| Etxoltxarraldea 1 mendebalde                              |        | Oroz-Betelu                                   | 42° 55′ 54″ N, 1° 18′ 17″ O                                                         |
| Etxoltxarraldea 2 ekialde                                 |        | Oroz-Betelu                                   | 42° 55′ 52″ N, 1° 18′ 16″ O                                                         |
| Korona ekialde 1                                          |        | Oroz-Betelu                                   | 42° 55′ 46″ N, 1° 19′ 27″ O                                                         |
| Korona ekialde 2                                          |        | Oroz-Betelu                                   | 42° 55′ 48″ N, 1° 19′ 23″ O                                                         |
| Korona mendebalde 1                                       |        | Oroz-Betelu                                   | 42° 55′ 53″ N, 1° 19′ 48″ O                                                         |
| Korona mendebalde 2                                       |        | Oroz-Betelu                                   | 42° 55′ 54″ N, 1° 19′ 36″ O                                                         |
| Ansabe                                                    |        | Oroz-Betelu                                   | 42° 55′ 51″ N, 1° 19′ 05″ O                                                         |
| Dolmen de la Velilla                                      |        | Osorno la Mayor                               | 42° 24′ 59″ N, 4° 23′ 28″ O                                                         |
| Dolmen de Bravos                                          |        | Outeiro de Rei                                |                                                                                     |
| Aitzgain Ii                                               |        | Oñati                                         | 43° 00′ 24″ N, 2° 27′ 13″ O                                                         |
| Artaso                                                    |        | Oñati                                         | 42° 57′ 49″ N, 2° 24′ 34″ O                                                         |
| Artzanburu                                                |        | Oñati                                         | 42° 58′ 37″ N, 2° 22′ 05″ O                                                         |
| Urkitzako Lepoa                                           |        | Oñati                                         | 42° 56′ 54″ N, 2° 22′ 26″ O                                                         |
| Urtapotolueta I                                           |        | Oñati Aretxabaleta                            | 43° 00′ 26″ N, 2° 27′ 39″ O                                                         |
| Dolmen of Montouto                                        |        | Padron                                        | 43° 05′ 44″ N, 7° 08′ 38″ O                                                         |
| Dolmen de Can Mina dels Torrents                          |        | Palafrugell                                   | 41° 54′ 12″ N, 3° 11′ 27″ L                                                         |
| Dòlmens de Can Mina                                       |        | Palafrugell                                   | 41° 54′ 08″ N, 3° 11′ 34″ L                                                         |
| Dolmen de Montagut                                        |        | Palamós                                       | 41° 53′ 09″ N, 3° 06′ 34″ L                                                         |
| dolmen de la Sureda                                       |        | Palau-saverdera                               | 42° 19′ 03″ N, 3° 09′ 14″ L                                                         |
| dolmen de la Febrosa                                      |        | Palau-saverdera                               | 42° 18′ 21″ N, 3° 10′ 02″ L                                                         |
| dolmen de la Devesa                                       |        | Palau-saverdera                               | 42° 18′ 55″ N, 3° 08′ 31″ L                                                         |
| Dolmen de la Muntanya d'en Caselles                       |        | Palau-saverdera                               | 42° 19′ 17″ N, 3° 08′ 55″ L                                                         |
| Sepulcre de la Devesa                                     |        | Palau-saverdera                               | 42° 19′ 05″ N, 3° 08′ 20″ L                                                         |
| Sepulcre de Mas Bofill                                    |        | Palau-saverdera                               | 42° 18′ 53″ N, 3° 08′ 11″ L                                                         |
| Forno dos Mouros                                          |        | Paradela                                      | 43° 00′ 37″ N, 7° 58′ 53″ O                                                         |
| Dolmens of Vinyes Mortes                                  |        | Pau El Port de la Selva                       | 42° 19′ 48″ N, 3° 08′ 02″ L                                                         |
| Dolmen de les Vinyes Mortes II                            |        | Pau                                           | 42° 19′ 45″ N, 3° 08′ 02″ L                                                         |
| Cista del Coll del Bosc de la Margalla                    |        | Pau                                           | 42° 19′ 31″ N, 3° 08′ 36″ L                                                         |
| Cista del Puig Margall                                    |        | Pau                                           | 42° 19′ 45″ N, 3° 08′ 14″ L                                                         |
| Dolmen de les Vinyes Mortes                               |        | Pau                                           | 42° 19′ 37″ N, 3° 08′ 10″ L                                                         |
| Dòlmens de les Vinyes Mortes                              |        | Pau                                           | 42° 19′ 42″ N, 3° 08′ 06″ L                                                         |
| la Barraca d'en Robert                                    |        | Pau                                           | 42° 18′ 59″ N, 3° 07′ 38″ L                                                         |
| Las Vegas II                                              |        | Paymogo                                       | No/unknown value                                                                    |
| Cabezo del Molino                                         |        | Paymogo                                       | No/unknown value                                                                    |
| Necrópolis de la Ermita                                   |        | Paymogo                                       | No/unknown value                                                                    |
| Casares                                                   |        | Paymogo                                       | No/unknown value                                                                    |
| Paymogo el Viejo                                          |        | Paymogo                                       | No/unknown value                                                                    |
| Las Vegas I                                               |        | Paymogo                                       | No/unknown value                                                                    |
| Cañada del Águila                                         |        | Pedro Martínez                                | No/unknown value                                                                    |
| El Espartal                                               |        | Pedro Martínez                                | No/unknown value                                                                    |
| Hazas de la Coscoja                                       |        | Pedro Martínez                                | No/unknown value                                                                    |
| Dólmen de Guadalperal                                     |        | Peraleda de la Mata El Gordo                  | 39° 50′ 09″ N, 5° 24′ 16″ O                                                         |
| Dolmen de Casacremada                                     |        | Pinós                                         | 41° 51′ 55″ N, 1° 33′ 23″ L                                                         |
| Dolmen de les Closes                                      |        | Porqueres                                     | 42° 05′ 54″ N, 2° 43′ 56″ L                                                         |
| Mámoas de Montemuíño                                      |        | Porto do Son                                  | 42° 42′ 06″ N, 8° 59′ 46″ O                                                         |
| Mámoas de Raña                                            |        | Porto do Son                                  | 42° 41′ 37″ N, 8° 59′ 33″ O                                                         |
| Mámoa de Parada                                           |        | Porto do Son                                  |                                                                                     |
| Yacimiento arqueológico Cerro del Trigo                   |        | Puebla de Don Fadrique                        | No/unknown value                                                                    |
| Los Llanos                                                |        | Puerto Moral                                  | No/unknown value                                                                    |
| Arroyo de la Mota I                                       |        | Puerto Serrano                                | No/unknown value                                                                    |
| dolmen de Valldossera                                     |        | Querol                                        | 41° 23′ 46″ N, 1° 27′ 23″ L                                                         |
| Dolmen de La Sabina                                       |        | Quesada                                       | 37° 47′ 15″ N, 3° 09′ 17″ O                                                         |
| Dolmen de Dofines                                         |        | Rabós                                         | 42° 24′ 18″ N, 3° 04′ 36″ L                                                         |
| Dolmen de les Comes Llobes dels Pils                      |        | Rabós                                         | 42° 26′ 06″ N, 3° 03′ 03″ L                                                         |
| Dolmen del Solar d'en Gibert                              |        | Rabós                                         | 42° 25′ 35″ N, 3° 02′ 21″ L                                                         |
| Dolmen de la Coma de Felis                                |        | Rabós                                         | 42° 24′ 02″ N, 3° 02′ 03″ L                                                         |
| Otsotesare 1 ekialde                                      |        | Realengo de Aralar                            | 42° 57′ 47″ N, 2° 01′ 12″ O                                                         |
| Obioneta 1 hego                                           |        | Realengo de Aralar                            | 42° 59′ 14″ N, 2° 01′ 26″ O                                                         |
| Obioneta 2 ipar                                           |        | Realengo de Aralar                            | 42° 59′ 16″ N, 2° 01′ 24″ O                                                         |
| Maantsa                                                   |        | Realengo de Aralar                            | 42° 59′ 18″ N, 2° 01′ 07″ O                                                         |
| Zeontza                                                   |        | Realengo de Aralar                            | 42° 59′ 08″ N, 2° 01′ 08″ O                                                         |
| Trikuharri                                                |        | Realengo de Aralar                            | 42° 59′ 17″ N, 2° 01′ 55″ O                                                         |
| Garraztita                                                |        | Realengo de Aralar                            | 42° 59′ 13″ N, 2° 00′ 51″ O                                                         |
| Murkuruko arripila                                        |        | Realengo de Aralar                            | 42° 59′ 09″ N, 1° 58′ 41″ O                                                         |
| Otadi                                                     |        | Realengo de Aralar                            | 42° 57′ 47″ N, 2° 00′ 17″ O                                                         |
| Lerritz                                                   |        | Realengo de Aralar                            | 42° 58′ 37″ N, 2° 00′ 12″ O                                                         |
| Ataka xar                                                 |        | Realengo de Aralar                            | 42° 59′ 02″ N, 1° 59′ 25″ O                                                         |
| Aubia 1 ipar                                              |        | Realengo de Aralar                            | 42° 57′ 24″ N, 2° 00′ 33″ O                                                         |
| Erbillerri                                                |        | Realengo de Aralar                            | 42° 57′ 20″ N, 1° 59′ 54″ O                                                         |
| Debata 3 errealengo (cima)                                |        | Realengo de Aralar                            | 42° 57′ 14″ N, 1° 59′ 20″ O                                                         |
| Mozkordi                                                  |        | Realengo de Aralar                            | 42° 57′ 33″ N, 1° 59′ 19″ O                                                         |
| Zubarrieta                                                |        | Realengo de Aralar                            | 42° 57′ 43″ N, 1° 58′ 40″ O                                                         |
| Dolmen El Pendón                                          |        | Reinoso                                       | 42° 30′ 26″ N, 3° 22′ 44″ O                                                         |
| Dolmen de Sirves                                          |        | Ribeira                                       |                                                                                     |
| dolmen de Conorbau                                        |        | Ribera d'Urgellet                             | 42° 16′ 06″ N, 1° 18′ 20″ L                                                         |
| El Cerro del Fuerte                                       |        | Rioja                                         | No/unknown value                                                                    |
| Mámoas do Coto da Pedreira                                |        | Rodeiro                                       |                                                                                     |
| Couto dos mouros                                          |        | Rodeiro                                       |                                                                                     |
| Ugarra 1 ekialde                                          |        | Romanzado                                     | 42° 43′ 10″ N, 1° 13′ 12″ O                                                         |
| Ugarra 2 mendebalde                                       |        | Romanzado                                     | 42° 43′ 25″ N, 1° 13′ 41″ O                                                         |
| Boluntza 1 ipar                                           |        | Romanzado                                     | 42° 43′ 17″ N, 1° 14′ 00″ O                                                         |
| Boluntza 2 hego                                           |        | Romanzado                                     | 42° 43′ 13″ N, 1° 14′ 04″ O                                                         |
| Angerta (Muga Blanca)                                     |        | Romanzado                                     | 42° 43′ 27″ N, 1° 14′ 36″ O                                                         |
| Ugarra 3 ipar                                             |        | Romanzado                                     | 42° 43′ 31″ N, 1° 13′ 28″ O                                                         |
| Puyomediano                                               |        | Romanzado                                     | 42° 41′ 04″ N, 1° 12′ 54″ O                                                         |
| Ugarra 4 hego                                             |        | Romanzado                                     | 42° 43′ 14″ N, 1° 13′ 21″ O                                                         |
| Boluntza 1 bis hego                                       |        | Romanzado                                     | 42° 43′ 17″ N, 1° 14′ 00″ O                                                         |
| Faulo                                                     |        | Romanzado                                     | 42° 41′ 36″ N, 1° 08′ 47″ O                                                         |
| Puzalo (Corona de Hualde)                                 |        | Romanzado                                     | 42° 40′ 46″ N, 1° 08′ 50″ O                                                         |
| Recimonte                                                 |        | Romanzado                                     | 42° 40′ 28″ N, 1° 06′ 19″ O                                                         |
| Puente de Bigüezal (Oxoski)                               |        | Romanzado                                     | 42° 41′ 54″ N, 1° 10′ 15″ O                                                         |
| Jorabila                                                  |        | Romanzado                                     | 42° 39′ 56″ N, 1° 06′ 40″ O                                                         |
| La Pieza de Luis                                          |        | Romanzado                                     | 42° 41′ 08″ N, 1° 09′ 49″ O                                                         |
| Mata del Cleve                                            |        | Romanzado                                     | 42° 39′ 52″ N, 1° 07′ 50″ O                                                         |
| Largintia (Kakoeta)                                       |        | Roncal-Erronkari                              | 42° 51′ 20″ N, 0° 58′ 25″ O                                                         |
| Santa Barbara                                             |        | Roncal-Erronkari                              | 42° 49′ 47″ N, 0° 58′ 28″ O                                                         |
| Dolmen de La Giganta                                      |        | Ronda                                         | 36° 47′ 02″ N, 5° 16′ 17″ O                                                         |
| Piña                                                      |        | Ronda                                         | No/unknown value                                                                    |
| Alto Cielo                                                |        | Ronda                                         | No/unknown value                                                                    |
| Necrópolis de La Planilla                                 |        | Ronda                                         | 36° 43′ 53″ N, 5° 08′ 57″ O                                                         |
| Coca                                                      |        | Ronda                                         | No/unknown value                                                                    |
| Necrópolis de El Moral                                    |        | Ronda                                         | 36° 50′ 14″ N, 5° 17′ 25″ O                                                         |
| Dolmen del Gigante                                        |        | Ronda                                         | 36° 47′ 09″ N, 5° 15′ 06″ O                                                         |
| Ribera del Aserrador                                      |        | Rosal de la Frontera                          | No/unknown value                                                                    |
| Dolmen de La Pasada del Abad                              |        | Rosal de la Frontera                          | No/unknown value                                                                    |
| Dolmen de la Creu d'en Cobertella                         |        | Roses                                         | 42° 15′ 25″ N, 3° 11′ 50″ L                                                         |
| Llit de la Generala                                       |        | Roses                                         | 42° 15′ 51″ N, 3° 11′ 27″ L                                                         |
| Dolmen del Cap de l’Home                                  |        | Roses                                         | 42° 15′ 53″ N, 3° 11′ 23″ L                                                         |
| Ciste de la Casa Cremada                                  |        | Roses                                         | 42° 15′ 43″ N, 3° 11′ 49″ L                                                         |
| Dolmen de la Casa Cremada                                 |        | Roses                                         | 42° 15′ 50″ N, 3° 11′ 53″ L                                                         |
| Dolmen de la Quarantena I                                 |        | Roses                                         | 42° 16′ 01″ N, 3° 12′ 10″ L                                                         |
| Dolmen de la Quarantena II                                |        | Roses                                         | 42° 15′ 38″ N, 3° 12′ 12″ L                                                         |
| la Tomba del General                                      |        | Roses                                         | 42° 15′ 51″ N, 3° 12′ 46″ L                                                         |
| dolmen de Puigsaquera                                     |        | Roses                                         | 42° 17′ 52″ N, 3° 10′ 50″ L                                                         |
| Cista del Pla de les Gates                                |        | Roses                                         | 42° 15′ 48″ N, 3° 12′ 32″ L                                                         |
| Coves-dolmen del Rec de la Quarentena                     |        | Roses                                         | 42° 15′ 39″ N, 3° 12′ 12″ L                                                         |
| Dolmen dels Tres Reis                                     |        | Rubió Els Prats de Rei                        | 41° 41′ 06″ N, 1° 34′ 48″ L                                                         |
| Sepulcre Megalític de les Maioles                         |        | Rubió                                         | 41° 40′ 00″ N, 1° 35′ 40″ L                                                         |
| dolmen de Caseta de las Brujas                            |        | Sabiñánigo                                    | 42° 21′ 19″ N, 0° 14′ 40″ O                                                         |
| dolmen de La Lastra                                       |        | Salcedo                                       | 42° 44′ 29″ N, 2° 58′ 21″ O                                                         |
| Dolmen de Molers                                          |        | Saldes                                        | 42° 13′ 46″ N, 1° 45′ 44″ L                                                         |
| Azango miaka                                              |        | Saldías                                       | 43° 06′ 25″ N, 1° 47′ 36″ O                                                         |
| Urrutiña                                                  |        | Saldías                                       | 43° 06′ 30″ N, 1° 46′ 56″ O                                                         |
| Larrazabal (Paiu)                                         |        | Saldías                                       | 43° 05′ 32″ N, 1° 46′ 02″ O                                                         |
| Sorginetxe                                                |        | Salvatierra                                   | 42° 49′ 46″ N, 2° 22′ 42″ O                                                         |
| Sepulcro de cúpula de San Bartolomé de la Torre           |        | San Bartolomé de la Torre                     | No/unknown value                                                                    |
| Mina da Parxubeira                                        |        | San Fins de Eirón (San Fins)                  | 42° 56′ 24″ N, 8° 56′ 12″ O                                                         |
| Aizkomendi                                                |        | San Millán-Donemiliaga                        | 42° 51′ 48″ N, 2° 20′ 08″ O                                                         |
| Mámoas de Campo das Patas                                 |        | San Pedro de Muro (San Pedro)                 |                                                                                     |
| Landarbaso VI                                             |        | San Sebastián                                 | 43° 15′ 49″ N, 1° 54′ 30″ O                                                         |
| Landarbaso V                                              |        | San Sebastián                                 | 43° 15′ 46″ N, 1° 54′ 30″ O                                                         |
| Landarbaso IV                                             |        | San Sebastián                                 | 43° 15′ 41″ N, 1° 54′ 24″ O                                                         |
| Landarbaso III                                            |        | San Sebastián                                 | 43° 15′ 40″ N, 1° 54′ 16″ O                                                         |
| Landarbaso II                                             |        | San Sebastián                                 | 43° 15′ 24″ N, 1° 54′ 37″ O                                                         |
| Landarbaso I                                              |        | San Sebastián                                 | 43° 15′ 24″ N, 1° 54′ 37″ O                                                         |
| Arkutxa                                                   |        | San Sebastián                                 | 43° 15′ 03″ N, 2° 02′ 35″ O                                                         |
| Arrobizar                                                 |        | San Sebastián                                 | 43° 18′ 01″ N, 2° 03′ 28″ O                                                         |
| Igoingo Lepua II                                          |        | San Sebastián Hernani                         | 43° 15′ 14″ N, 1° 54′ 47″ O                                                         |
| Iturrieta                                                 |        | San Sebastián                                 | 43° 18′ 19″ N, 2° 02′ 46″ O                                                         |
| Karramiolotz                                              |        | San Sebastián                                 | 43° 14′ 54″ N, 2° 03′ 30″ O                                                         |
| Landarbaso I                                              |        | San Sebastián                                 | 43° 15′ 26″ N, 1° 54′ 35″ O                                                         |
| Landarbaso Ii                                             |        | San Sebastián                                 | 43° 15′ 24″ N, 1° 54′ 37″ O                                                         |
| Landarbaso V                                              |        | San Sebastián                                 | 43° 15′ 46″ N, 1° 54′ 30″ O                                                         |
| Olaiko                                                    |        | San Sebastián                                 | 43° 15′ 07″ N, 2° 02′ 52″ O                                                         |
| Chan da Armada                                            |        | San Tomé de Piñeiro, Marín                    | 42° 20′ 50″ N, 8° 41′ 19″ O                                                         |
| Dolmen de Hidalgo                                         |        | Sanlúcar de Barrameda                         | No/unknown value                                                                    |
| Dolmen de Fontanilles                                     |        | Sant Climent Sescebes                         | 42° 24′ 35″ N, 2° 58′ 02″ L                                                         |
| Dolmen de Tires Llargues                                  |        | Sant Climent Sescebes                         | 42° 23′ 41″ N, 2° 58′ 43″ L                                                         |
| Dolmen de la Gotina                                       |        | Sant Climent Sescebes                         | 42° 23′ 47″ N, 2° 58′ 50″ L                                                         |
| Dolmen del Prat Tancat                                    |        | Sant Climent Sescebes                         | 42° 23′ 22″ N, 2° 58′ 44″ L                                                         |
| Salt d'en Peió                                            |        | Sant Climent Sescebes                         | 42° 25′ 02″ N, 2° 58′ 15″ L                                                         |
| Dolmen de les Closes                                      |        | Sant Climent Sescebes                         | 42° 22′ 47″ N, 2° 57′ 14″ L                                                         |
| Dolmen del Gorg Negre                                     |        | Sant Climent Sescebes                         | 42° 25′ 46″ N, 2° 57′ 12″ L                                                         |
| Dolmen del Miracle                                        |        | Sant Just d'Ardèvol                           | 41° 54′ 03″ N, 1° 31′ 04″ L                                                         |
| Dolmen de Roca Sareny                                     |        | Sant Llorenç Savall                           | 41° 41′ 37″ N, 2° 01′ 06″ L                                                         |
| Los Azulejos                                              |        | Santa Ana la Real                             | No/unknown value                                                                    |
| Dolmen de La Zarcita                                      |        | Santa Bárbara de Casa                         |                                                                                     |
| Jimonete                                                  |        | Santa Bárbara de Casa                         | No/unknown value                                                                    |
| Cau d'en Genís                                            |        | Santa Coloma de Gramenet                      | 41° 28′ 07″ N, 2° 12′ 36″ L                                                         |
| Dolmen de la Cova d'en Daina                              |        | Santa Cristina d'Aro                          | 41° 51′ 24″ N, 2° 59′ 34″ L                                                         |
| Dolmen del Mas Bou-Serenys                                |        | Santa Cristina d'Aro                          | 41° 49′ 54″ N, 2° 59′ 48″ L                                                         |
| Cista de la Carretera de Calonge                          |        | Santa Cristina d'Aro                          | 41° 51′ 19″ N, 2° 59′ 33″ L                                                         |
| dolmen d'en Roquet                                        |        | Santa Cristina d'Aro                          | 41° 52′ 02″ N, 2° 59′ 06″ L                                                         |
| Cista d'en Guitó                                          |        | Santa Cristina d'Aro                          | 41° 50′ 49″ N, 2° 59′ 07″ L                                                         |
| les Tres Pedres                                           |        | Santa Eulàlia de Ronçana                      | 41° 38′ 54″ N, 2° 12′ 50″ L                                                         |
| Despoblado de Los Millares I                              |        | Santa Fe de Mondújar                          | 36° 58′ 17″ N, 2° 31′ 26″ O                                                         |
| Dolmen de Son Real                                        |        | Santa Margalida                               | 39° 45′ 09″ N, 3° 11′ 09″ L                                                         |
| Askin                                                     |        | Santesteban                                   | 43° 08′ 31″ N, 1° 40′ 20″ O                                                         |
| Dolmen de Zaramacedo                                      |        | Santiago de Compostela                        |                                                                                     |
| Dolmen de La Cabaña                                       |        | Sargentes de la Lora                          | 42° 46′ 23″ N, 3° 53′ 39″ O                                                         |
| Dolmen del Mas                                            |        | Sarroca de Bellera Senterada                  | 42° 20′ 33″ N, 0° 54′ 51″ L                                                         |
| dolmen de la Vinya del Joncar                             |        | Segalers                                      | 41° 56′ 36″ N, 1° 40′ 35″ L                                                         |
| Cabana del Moro                                           |        | Senterada La Pobla de Segur                   | 42° 17′ 48″ N, 0° 57′ 40″ L                                                         |
| Dolmen de Sant Roc                                        |        | Senterada                                     | 42° 19′ 02″ N, 0° 54′ 04″ L                                                         |
| La Casa Encantada                                         |        | Senterada                                     | 42° 20′ 36″ N, 0° 53′ 27″ L                                                         |
| Dolmen de Serra Cavallera                                 |        | Sentmenat                                     | 41° 37′ 44″ N, 2° 06′ 50″ L                                                         |
| Cortijada de Los Avellaneda I                             |        | Senés                                         | No/unknown value                                                                    |
| Cortijada de Los Avellaneda II                            |        | Senés                                         | No/unknown value                                                                    |
| Cortijada de Los Avellaneda III                           |        | Senés                                         | No/unknown value                                                                    |
| Las Umbrías-Los Morrones                                  |        | Senés                                         | No/unknown value                                                                    |
| Collado del Rayo                                          |        | Senés                                         | No/unknown value                                                                    |
| Sarasa gañe                                               |        | Serra de Andia                                | 42° 51′ 35″ N, 2° 00′ 15″ O                                                         |
| Peña blanca                                               |        | Serra de Andia                                | 42° 51′ 43″ N, 1° 55′ 55″ O                                                         |
| Saguain 1 mendebalde                                      |        | Serra de Andia                                | 42° 49′ 45″ N, 1° 57′ 45″ O                                                         |
| Trinidad (Sima de tres bolas)                             |        | Serra de Andia                                | 42° 49′ 08″ N, 1° 58′ 55″ O                                                         |
| Aitz txuri                                                |        | Serra de Andia                                | 42° 51′ 40″ N, 1° 56′ 23″ O                                                         |
| Alto Redondo                                              |        | Serra de Andia                                | 42° 52′ 59″ N, 1° 57′ 57″ O                                                         |
| Saguain 2 ekialde                                         |        | Serra de Andia                                | 42° 49′ 08″ N, 1° 58′ 55″ O                                                         |
| Fuente Fria                                               |        | Serra de Andia                                | 42° 52′ 03″ N, 1° 55′ 58″ O                                                         |
| Dolmen de Pedra da Lebre                                  |        | Serramo (San Sebastián)                       | 43° 04′ 08″ N, 8° 59′ 08″ O                                                         |
| Los Zumacales                                             |        | Simancas                                      | 41° 36′ 24″ N, 4° 49′ 08″ O                                                         |
| Iruiya                                                    |        | Soraluze-Placencia de las Armas               | 43° 11′ 05″ N, 2° 23′ 34″ O                                                         |
| Los Perales. Cortijada                                    |        | Sorbas                                        | No/unknown value                                                                    |
| El Lentiscar                                              |        | Sorbas                                        | No/unknown value                                                                    |
| Oiantzar                                                  |        | Sumbilla                                      | 43° 09′ 08″ N, 1° 41′ 23″ O                                                         |
| Ugatza 1 mendebalde                                       |        | Sumbilla                                      | 43° 08′ 52″ N, 1° 41′ 56″ O                                                         |
| Itxoltxar gaina                                           |        | Sumbilla                                      | 43° 11′ 24″ N, 1° 41′ 44″ O                                                         |
| Ugatza 2 ekialde                                          |        | Sumbilla                                      | 43° 08′ 51″ N, 1° 41′ 54″ O                                                         |
| Kandaraitz IX                                             |        | Tafalla                                       | 42° 30′ 55″ N, 1° 45′ 24″ O                                                         |
| Los Algarbes                                              |        | Tarifa                                        | 36° 04′ 21″ N, 5° 42′ 06″ O                                                         |
| Tahivilla                                                 |        | Tarifa                                        | No/unknown value                                                                    |
| Dolmen de Facinas                                         |        | Tarifa                                        | 36° 08′ 12″ N, 5° 41′ 59″ O                                                         |
| Las Piñas                                                 |        | Tarifa                                        | No/unknown value                                                                    |
| Caheruelas-Caballero                                      |        | Tarifa                                        | No/unknown value                                                                    |
| Dólmenes del Aciscar                                      |        | Tarifa                                        | 36° 11′ 56″ N, 5° 41′ 46″ O                                                         |
| Dolmen de Can Tafura                                      |        | Tavertet                                      | 42° 00′ 11″ N, 2° 22′ 25″ L                                                         |
| Dolmen de la Font de la Vena                              |        | Tavertet                                      | 42° 01′ 35″ N, 2° 25′ 55″ L                                                         |
| Dolmen de Sant Corneli                                    |        | Tavertet                                      | 42° 00′ 57″ N, 2° 25′ 24″ L                                                         |
| Dolmen of Tella                                           |        | Tella-Sin                                     | 42° 34′ 48″ N, 0° 10′ 45″ L                                                         |
| Dolmen de Forno dos Mouros                                |        | Toques                                        | 43° 00′ 37″ N, 7° 58′ 53″ O                                                         |
| Dolmen de Montbarbat                                      |        | Tordera                                       | 41° 44′ 04″ N, 2° 46′ 37″ L                                                         |
| Dòlmen del Cementiri dels Moros                           |        | Torrent                                       | 41° 57′ 39″ N, 3° 06′ 59″ L                                                         |
| Dolmen El Cerro de la Corona                              |        | Totalán                                       | No/unknown value                                                                    |
| Mámoa do Rei                                              |        | Trasmañó, Redondela                           | 42° 16′ 14″ N, 8° 37′ 43″ O                                                         |
| Dólmen de Pedra Cuberta                                   |        | Treos, Vimianzo                               | 43° 05′ 22″ N, 8° 59′ 04″ O                                                         |
| Dolmen de Pedra Moura de Monte Carneo                     |        | Treos, Vimianzo                               | 43° 04′ 53″ N, 8° 58′ 40″ O                                                         |
| Dolmen de Soto                                            |        | Trigueros                                     | 37° 21′ 08″ N, 6° 45′ 05″ O                                                         |
| Ermita de Cela                                            |        | Tíjola                                        | No/unknown value                                                                    |
| Tumba de la Muela del Ajo                                 |        | Tíjola                                        | No/unknown value                                                                    |
| Dolmen del Juncal                                         |        | Ubrique                                       | 36° 39′ 48″ N, 5° 29′ 06″ O                                                         |
| Mugasoro                                                  |        | Ulzama                                        | 43° 03′ 08″ N, 1° 42′ 44″ O                                                         |
| Ganbeleta                                                 |        | Ulzama                                        | 43° 02′ 44″ N, 1° 41′ 49″ O                                                         |
| Arpegi                                                    |        | Ulzama                                        | 43° 02′ 31″ N, 1° 41′ 27″ O                                                         |
| Aiztaluz                                                  |        | Ulzama                                        | 43° 02′ 24″ N, 1° 41′ 14″ O                                                         |
| Larremiar (destruido)                                     |        | Ulzama                                        | 43° 03′ 29″ N, 1° 41′ 28″ O                                                         |
| Koparain                                                  |        | Ulzama                                        | 43° 01′ 49″ N, 1° 38′ 02″ O                                                         |
| Giltzurrin harrie                                         |        | Ulzama                                        | 43° 02′ 11″ N, 1° 37′ 42″ O                                                         |
| Artxar (no es nada)                                       |        | Ulzama                                        | 43° 01′ 23″ N, 1° 39′ 10″ O                                                         |
| Pitxortzarko gaña 3                                       |        | Ulzama                                        | 43° 03′ 15″ N, 1° 43′ 09″ O                                                         |
| Iraua 1 ekialde                                           |        | Ulzama                                        | 43° 02′ 32″ N, 1° 41′ 11″ O                                                         |
| Iraua 2 mendebalde                                        |        | Ulzama                                        | 43° 02′ 32″ N, 1° 41′ 09″ O                                                         |
| Loiketa 1 (Tellegiko larre 1)                             |        | Ulzama                                        | 43° 02′ 16″ N, 1° 37′ 00″ O                                                         |
| Loiketa 2 (Tellegiko larre 2)                             |        | Ulzama                                        | 43° 02′ 08″ N, 1° 37′ 10″ O                                                         |
| Loiketa 3                                                 |        | Ulzama                                        | 43° 01′ 56″ N, 1° 37′ 12″ O                                                         |
| Loiketa 4                                                 |        | Ulzama                                        | 43° 01′ 51″ N, 1° 37′ 13″ O                                                         |
| Artesiaga (destruido)                                     |        | Ulzama                                        | 43° 03′ 01″ N, 1° 32′ 21″ O                                                         |
| Matrakola                                                 |        | Ulzama                                        | 43° 02′ 32″ N, 1° 37′ 03″ O                                                         |
| Bixurdiñeta 1 ekialde                                     |        | Ulzama                                        | 43° 01′ 28″ N, 1° 37′ 20″ O                                                         |
| Bixurdiñeta 2 ipar                                        |        | Ulzama                                        | 43° 01′ 30″ N, 1° 37′ 28″ O                                                         |
| Loiketa 6                                                 |        | Ulzama                                        | 43° 01′ 51″ N, 1° 37′ 06″ O                                                         |
| Loiketa 7                                                 |        | Ulzama                                        | 43° 01′ 50″ N, 1° 37′ 04″ O                                                         |
| Loiketa 5                                                 |        | Ulzama                                        | 43° 01′ 55″ N, 1° 37′ 04″ O                                                         |
| Bixurdiñeta 3 hego                                        |        | Ulzama                                        | 43° 01′ 29″ N, 1° 37′ 27″ O                                                         |
| Loiketako basobidea                                       |        | Ulzama                                        | 43° 01′ 40″ N, 1° 37′ 02″ O                                                         |
| Loiketako basoa                                           |        | Ulzama                                        | 43° 02′ 07″ N, 1° 36′ 22″ O                                                         |
| Santa Lucia                                               |        | Ulzama                                        | 42° 59′ 04″ N, 1° 39′ 39″ O                                                         |
| Arkatxu                                                   |        | Ulzama                                        | 42° 59′ 20″ N, 1° 45′ 16″ O                                                         |
| Maxkar                                                    |        | Ulzama                                        | 42° 58′ 59″ N, 1° 40′ 54″ O                                                         |
| La Cañada                                                 |        | Urbasa mountain range                         | 42° 49′ 20″ N, 2° 07′ 02″ O                                                         |
| Armorkora haundi                                          |        | Urbasa mountain range                         | 42° 50′ 15″ N, 2° 07′ 06″ O                                                         |
| Armorkora txiki                                           |        | Urbasa mountain range                         | 42° 50′ 04″ N, 2° 07′ 45″ O                                                         |
| Artekosaro                                                |        | Urbasa mountain range                         | 42° 49′ 00″ N, 2° 07′ 02″ O                                                         |
| Santa Marina                                              |        | Urbasa mountain range                         | 42° 52′ 07″ N, 2° 06′ 40″ O                                                         |
| Agileta                                                   |        | Urbasa mountain range                         | 42° 51′ 40″ N, 2° 06′ 31″ O                                                         |
| Obas 1 ekialde (Lubierri)                                 |        | Urbasa mountain range                         | 42° 51′ 07″ N, 2° 05′ 01″ O                                                         |
| Obas 2 west (Lubierri)                                    |        | Urbasa mountain range                         | 42° 51′ 05″ N, 2° 05′ 12″ O                                                         |
| Ilusiar                                                   |        | Urbasa mountain range                         | 42° 50′ 47″ N, 2° 02′ 13″ O                                                         |
| Dolmen Larreaundi                                         |        | Urbasa mountain range                         | 42° 50′ 14″ N, 2° 12′ 24″ O                                                         |
| Sorosgain (Olaztiko portua)                               |        | Urbasa mountain range                         | 42° 51′ 36″ N, 2° 10′ 49″ O                                                         |
| Arantzadia (Artzeiturrieta)                               |        | Urbasa mountain range                         | 42° 51′ 43″ N, 2° 05′ 07″ O                                                         |
| Bekosare                                                  |        | Urbasa mountain range                         | 42° 51′ 52″ N, 2° 04′ 44″ O                                                         |
| Gaasta                                                    |        | Urbasa mountain range                         | 42° 52′ 10″ N, 2° 07′ 37″ O                                                         |
| Portillo de las Majadas de Eulate                         |        | Urbasa mountain range                         | 42° 48′ 08″ N, 2° 10′ 54″ O                                                         |
| Xokoneko borda                                            |        | Urdax                                         | 43° 16′ 08″ N, 1° 31′ 25″ O                                                         |
| Portuzargaña 1 ekialde                                    |        | Urdiain                                       | 42° 56′ 19″ N, 2° 09′ 22″ O                                                         |
| Portuzargaña 2 mendebalde                                 |        | Urdiain                                       | 42° 56′ 18″ N, 2° 09′ 25″ O                                                         |
| Beotegiko murkoa                                          |        | Urdiain                                       | 42° 56′ 15″ N, 2° 09′ 43″ O                                                         |
| Igartza mendebalde                                        |        | Urdiain                                       | 42° 56′ 07″ N, 2° 10′ 23″ O                                                         |
| Intxusburu                                                |        | Urdiain Ataun                                 | 42° 56′ 24″ N, 2° 09′ 34″ O                                                         |
| Bernoa                                                    |        | Urdiain Ataun                                 | 42° 56′ 31″ N, 2° 09′ 05″ O                                                         |
| Intxuspe 1 ipar (Txikilantegi)                            |        | Urdiain                                       | 42° 55′ 49″ N, 2° 08′ 57″ O                                                         |
| Intxuspe 2 hego                                           |        | Urdiain                                       | 42° 55′ 43″ N, 2° 09′ 05″ O                                                         |
| Aballarri                                                 |        | Urnieta                                       | 43° 13′ 06″ N, 1° 57′ 40″ O                                                         |
| Pozontarriko Lepoa                                        |        | Urnieta                                       | 43° 13′ 41″ N, 1° 57′ 32″ O                                                         |
| Txamorro                                                  |        | Urraúl Alto                                   | 42° 52′ 12″ N, 1° 14′ 42″ O                                                         |
| Urdinaga                                                  |        | Urraúl Alto                                   | 42° 51′ 54″ N, 1° 13′ 31″ O                                                         |
| El Puerto                                                 |        | Urraúl Alto                                   | 42° 52′ 03″ N, 1° 14′ 42″ O                                                         |
| Itursoro                                                  |        | Urraúl Alto                                   | 42° 52′ 10″ N, 1° 14′ 39″ O                                                         |
| Gazparro                                                  |        | Urraúl Alto                                   | 42° 52′ 03″ N, 1° 14′ 37″ O                                                         |
| Llano de Areta                                            |        | Urraúl Alto                                   | 42° 51′ 38″ N, 1° 12′ 50″ O                                                         |
| Aikoa 1 ipar (arrasado)                                   |        | Urraúl Alto                                   | 42° 43′ 58″ N, 1° 15′ 14″ O                                                         |
| Aikoa 2 hego                                              |        | Urraúl Alto                                   | 42° 43′ 53″ N, 1° 15′ 21″ O                                                         |
| Ugarron                                                   |        | Urraúl Bajo                                   | 42° 43′ 22″ N, 1° 15′ 44″ O                                                         |
| Pitxortzar 1 ekialde                                      |        | Urroz de Santesteban                          | 43° 03′ 12″ N, 1° 42′ 58″ O                                                         |
| Pitxortzar 2 mendebalde                                   |        | Urroz de Santesteban                          | 43° 03′ 12″ N, 1° 43′ 00″ O                                                         |
| Zumardena                                                 |        | Urroz de Santesteban                          | 43° 03′ 21″ N, 1° 43′ 18″ O                                                         |
| Aitzazate                                                 |        | Usurbil                                       | 43° 17′ 42″ N, 2° 04′ 52″ O                                                         |
| Andatza I                                                 |        | Usurbil                                       | 43° 14′ 49″ N, 2° 04′ 11″ O                                                         |
| Andatza Ii                                                |        | Usurbil                                       | 43° 14′ 43″ N, 2° 04′ 26″ O                                                         |
| Cruz del Gato III                                         |        | Utrera                                        | No/unknown value                                                                    |
| Conjunto funerario Cruz del Gato                          |        | Utrera                                        | No/unknown value                                                                    |
| Cruz del Gato I                                           |        | Utrera                                        | No/unknown value                                                                    |
| Cruz del Gato II                                          |        | Utrera                                        | No/unknown value                                                                    |
| Berai                                                     |        | Valcarlos                                     | 43° 03′ 03″ N, 1° 20′ 42″ O                                                         |
| Lauriña                                                   |        | Valcarlos                                     | 43° 03′ 40″ N, 1° 20′ 40″ O                                                         |
| Cerro de la Barca                                         |        | Valdecaballeros                               | 39° 12′ 53″ N, 5° 09′ 18″ O                                                         |
| Dolmen de Matarrubilla                                    |        | Valencina de la Concepción                    | 37° 24′ 20″ N, 6° 04′ 11″ O                                                         |
| Dolmen de La Pastora                                      |        | Valencina de la Concepción                    | 37° 24′ 47″ N, 6° 03′ 52″ O                                                         |
| Pastora 5                                                 |        | Valencina de la Concepción                    | No/unknown value                                                                    |
| Dolmen de La Curva                                        |        | Valencina de la Concepción                    | No/unknown value                                                                    |
| Dolmen de La Escalera                                     |        | Valencina de la Concepción                    | No/unknown value                                                                    |
| Dólmenes Mataherrera                                      |        | Valencina de la Concepción                    | No/unknown value                                                                    |
| Dolmen de Ontiveros                                       |        | Valencina de la Concepción                    | 37° 24′ 33″ N, 6° 03′ 50″ O                                                         |
| Roquetito I - IV                                          |        | Valencina de la Concepción                    | No/unknown value                                                                    |
| Dolmen de Los Veinte                                      |        | Valencina de la Concepción                    | No/unknown value                                                                    |
| Dolmen Nuestra Señora de los Reyes                        |        | Valencina de la Concepción                    | No/unknown value                                                                    |
| Askalain hego                                             |        | Valle de Egüés-Eguesibar                      | 42° 51′ 11″ N, 1° 29′ 58″ O                                                         |
| Trekua arteta                                             |        | Valle de Ollo-Ollaran                         | 42° 52′ 12″ N, 1° 54′ 07″ O                                                         |
| Dolmen von Las Arnillas                                   |        | Valle de Sedano                               | 42° 42′ 57″ N, 3° 40′ 46″ O                                                         |
| Dolmen de la Nava Negra                                   |        | Valle de Sedano                               | 42° 43′ 19″ N, 3° 40′ 25″ O                                                         |
| Pedra Gentil                                              |        | Vallgorguina                                  | 41° 39′ 07″ N, 2° 29′ 13″ L                                                         |
| Dolmen de Can Gurri                                       |        | Vallromanes Martorelles                       | 41° 30′ 59″ N, 2° 16′ 51″ L                                                         |
| Las Tocineras                                             |        | Valverde del Camino                           | No/unknown value                                                                    |
| Valdeguerosa                                              |        | Valverde del Camino                           | No/unknown value                                                                    |
| Cabezo del Tesoro                                         |        | Valverde del Camino                           | No/unknown value                                                                    |
| Los Cristos                                               |        | Valverde del Camino                           | No/unknown value                                                                    |
| Próximo al Casco Urbano                                   |        | Valverde del Camino                           | No/unknown value                                                                    |
| Carretera Valverde - Sotiel                               |        | Valverde del Camino                           | No/unknown value                                                                    |
| Dolmen del Monje                                          |        | Valverde del Camino                           | No/unknown value                                                                    |
| Cascojoso                                                 |        | Valverde del Camino                           | No/unknown value                                                                    |
| Dolmen Cajirón II                                         |        | Valência de Alcântara                         | 39° 19′ 46″ N, 7° 12′ 20″ O                                                         |
| Cabezo de las Coscojas                                    |        | Vera                                          | No/unknown value                                                                    |
| Larrakaitza                                               |        | Vera de Bidasoa                               | 43° 18′ 07″ N, 1° 38′ 19″ O                                                         |
| Aritzmendi                                                |        | Vera de Bidasoa                               | 43° 18′ 18″ N, 1° 39′ 32″ O                                                         |
| Irastre                                                   |        | Vera de Bidasoa                               | 43° 18′ 15″ N, 1° 39′ 39″ O                                                         |
| Arregi                                                    |        | Vera de Bidasoa                               | 43° 18′ 00″ N, 1° 38′ 28″ O                                                         |
| Txarrantxarri 1 ipar                                      |        | Vera de Bidasoa                               | 43° 17′ 56″ N, 1° 40′ 21″ O                                                         |
| Txarrantxarri 2 hego                                      |        | Vera de Bidasoa                               | 43° 17′ 55″ N, 1° 40′ 21″ O                                                         |
| Larraina                                                  |        | Vera de Bidasoa                               | 43° 17′ 42″ N, 1° 38′ 46″ O                                                         |
| Chan das Formigas                                         |        | Vigo                                          |                                                                                     |
| Mámoa de Costa da Freiría                                 |        | Vigo                                          |                                                                                     |
| Mámoa do Rei da Chan de Castiñeiras                       |        | Vilaboa, Vilaboa                              | 42° 21′ 30″ N, 8° 40′ 22″ O                                                         |
| mámoas do Chan da Cruz                                    |        | Vilaboa, Vilaboa                              | 42° 27′ 02″ N, 8° 44′ 39″ O                                                         |
| Dolmen de la Carena                                       |        | Vilajuïga                                     | 42° 19′ 52″ N, 3° 07′ 35″ L                                                         |
| Dolmen Vinya del Rei                                      |        | Vilajuïga                                     | 42° 19′ 47″ N, 3° 07′ 26″ L                                                         |
| Dolmen de les Ruïnes                                      |        | Vilajuïga                                     | 42° 19′ 52″ N, 3° 07′ 33″ L                                                         |
| Dolmen de la Talaia                                       |        | Vilajuïga                                     | 42° 19′ 51″ N, 3° 07′ 30″ L                                                         |
| Dolmen del Garrollar                                      |        | Vilajuïga                                     | 42° 19′ 49″ N, 3° 07′ 21″ L                                                         |
| Dolmen Caigut I                                           |        | Vilajuïga                                     | 42° 19′ 48″ N, 3° 07′ 44″ L                                                         |
| Dolmen Caigut II                                          |        | Vilajuïga                                     | 42° 19′ 49″ N, 3° 07′ 49″ L                                                         |
| Capela dos Mouros                                         |        | Vilalba                                       |                                                                                     |
| dolmen de Pedra Arca                                      |        | Vilalba Sasserra Llinars del Vallès           | 41° 39′ 06″ N, 2° 26′ 06″ L                                                         |
| Dolmen del Trull                                          |        | Vilalba Sasserra                              | 41° 38′ 14″ N, 2° 29′ 16″ L                                                         |
| la Lloella del Llop                                       |        | Vilanova de Meià                              | 42° 00′ 39″ N, 1° 00′ 00″ L                                                         |
| Dolmen Fals de Can Maimó                                  |        | Vilanova del Vallès                           | 41° 32′ 14″ N, 2° 18′ 41″ L                                                         |
| Dolmen de Can Boquet                                      |        | Vilassar de Dalt                              | 41° 31′ 56″ N, 2° 20′ 31″ L                                                         |
| Dolmen Belbís                                             |        | Villa del Rey                                 |                                                                                     |
| Casas Viejas                                              |        | Villa del Rey                                 |                                                                                     |
| Cerro de la Mina                                          |        | Villablanca                                   | No/unknown value                                                                    |
| Oindolar I                                                |        | Villabona                                     | 43° 11′ 22″ N, 2° 01′ 01″ O                                                         |
| Oindolar Ii                                               |        | Villabona                                     | 43° 11′ 23″ N, 2° 01′ 02″ O                                                         |
| Oindolar Iii                                              |        | Villabona                                     | 43° 11′ 22″ N, 2° 01′ 00″ O                                                         |
| Oindolar Iv                                               |        | Villabona                                     | 43° 11′ 27″ N, 2° 00′ 54″ O                                                         |
| dolmen El Montecillo                                      |        | Villabuena de Álava                           | 42° 33′ 15″ N, 2° 39′ 55″ O                                                         |
| Sepultura de la Giganta                                   |        | Villaluenga del Rosario                       | 36° 43′ 34″ N, 5° 19′ 35″ O                                                         |
| Dolmen de Alberite                                        |        | Villamartín                                   | 36° 48′ 57″ N, 5° 38′ 12″ O                                                         |
| Ugaibel                                                   |        | Villanueva de Aézcoa                          | 42° 58′ 11″ N, 1° 12′ 46″ O                                                         |
| Peñasco de Navalmaestre                                   |        | Villanueva de Córdoba                         | No/unknown value                                                                    |
| Cerro del Apedreao I                                      |        | Villanueva de Córdoba                         | No/unknown value                                                                    |
| Cerro del Apedreao II                                     |        | Villanueva de Córdoba                         | No/unknown value                                                                    |
| Navalcautivo-Hormazo I                                    |        | Villanueva de Córdoba                         | No/unknown value                                                                    |
| Navalcautivo-Hormazo II                                   |        | Villanueva de Córdoba                         | No/unknown value                                                                    |
| Navalcautivo-Hormazo III                                  |        | Villanueva de Córdoba                         | No/unknown value                                                                    |
| Minguillo VI                                              |        | Villanueva de Córdoba                         | No/unknown value                                                                    |
| La Viñuela                                                |        | Villanueva de Córdoba                         | No/unknown value                                                                    |
| Los Frailes-Serrezuela I                                  |        | Villanueva de Córdoba                         | No/unknown value                                                                    |
| Los Frailes-Serrezuela II                                 |        | Villanueva de Córdoba                         | No/unknown value                                                                    |
| Moralejo                                                  |        | Villanueva de Córdoba                         | No/unknown value                                                                    |
| Fresnillas                                                |        | Villanueva de Córdoba                         | No/unknown value                                                                    |
| Venta de la Aljama                                        |        | Villanueva de Córdoba                         | No/unknown value                                                                    |
| Torno II                                                  |        | Villanueva de Córdoba                         | No/unknown value                                                                    |
| Minguillo II                                              |        | Villanueva de Córdoba                         | No/unknown value                                                                    |
| Minguillo III                                             |        | Villanueva de Córdoba                         | No/unknown value                                                                    |
| Minguillo V                                               |        | Villanueva de Córdoba                         | No/unknown value                                                                    |
| Atalayón de Navalmilano                                   |        | Villanueva de Córdoba                         | No/unknown value                                                                    |
| Torno I                                                   |        | Villanueva de Córdoba                         | No/unknown value                                                                    |
| Fuente Herrero                                            |        | Villanueva de Córdoba                         | No/unknown value                                                                    |
| Navalcautivo-Hormazo IV                                   |        | Villanueva de Córdoba                         | No/unknown value                                                                    |
| Las Quebradillas                                          |        | Villanueva de Córdoba                         | No/unknown value                                                                    |
| Rongil                                                    |        | Villanueva de Córdoba                         | 38° 12′ 59″ N, 4° 41′ 39″ O                                                         |
| Los Frailes-Serrezuela III                                |        | Villanueva de Córdoba                         | No/unknown value                                                                    |
| Dolmen de Garrapachine                                    |        | Villanueva de San Juan                        | No/unknown value                                                                    |
| Dolmen 011                                                |        | Villanueva de las Torres                      | No/unknown value                                                                    |
| Dolmen 003                                                |        | Villanueva de las Torres                      | No/unknown value                                                                    |
| Dolmen 008                                                |        | Villanueva de las Torres                      | No/unknown value                                                                    |
| Dolmen 012                                                |        | Villanueva de las Torres                      | No/unknown value                                                                    |
| Dolmen 009                                                |        | Villanueva de las Torres                      | No/unknown value                                                                    |
| Dolmen 004                                                |        | Villanueva de las Torres                      | No/unknown value                                                                    |
| Dolmen 007                                                |        | Villanueva de las Torres                      | No/unknown value                                                                    |
| Dolmen 010                                                |        | Villanueva de las Torres                      | No/unknown value                                                                    |
| Dolmen 006                                                |        | Villanueva de las Torres                      | No/unknown value                                                                    |
| Dolmen 005                                                |        | Villanueva de las Torres                      | No/unknown value                                                                    |
| Haza del Toril                                            |        | Villanueva de las Torres                      | No/unknown value                                                                    |
| Loma de la Raja                                           |        | Villanueva de las Torres                      | No/unknown value                                                                    |
| Llano de la Ermita                                        |        | Villanueva de las Torres                      | No/unknown value                                                                    |
| Las Plazuelas                                             |        | Villanueva de los Castillejos                 | No/unknown value                                                                    |
| Túmulo de los Prados                                      |        | Villanueva del Rey                            | No/unknown value                                                                    |
| Túmulo de la Mina San Antonio                             |        | Villanueva del Rey                            | No/unknown value                                                                    |
| Dolmen de las Güixas                                      |        | Villanúa                                      | 42° 41′ 10″ N, 0° 31′ 43″ O                                                         |
| Dolmen de la Ermita                                       |        | Villar de Peralonso Sahelicejos               | 41° 00′ 59″ N, 6° 13′ 33″ O                                                         |
| Mesa de las Ánimas                                        |        | Villarrasa                                    | No/unknown value                                                                    |
| Mina de Recesindes                                        |        | Vimianzo                                      | 43° 08′ 52″ N, 9° 04′ 24″ O                                                         |
| Anta de Prado Garrido                                     |        | Vimianzo                                      | 43° 02′ 16″ N, 9° 01′ 13″ O                                                         |
| Dolmen de Mollafariña                                     |        | Xermade                                       |                                                                                     |
| Conjunto Dolménico de El Pozuelo                          |        | Zalamea la Real                               | 37° 36′ 14″ N, 6° 39′ 48″ O                                                         |
| La Vía                                                    |        | Zalamea la Real                               | No/unknown value                                                                    |
| Cabezuelas                                                |        | Zalamea la Real                               | No/unknown value                                                                    |
| Suerte del Águila                                         |        | Zalamea la Real                               | No/unknown value                                                                    |
| Peñas Incas                                               |        | Zalamea la Real                               | No/unknown value                                                                    |
| Los Rubios                                                |        | Zalamea la Real                               | 37° 36′ 37″ N, 6° 38′ 13″ O                                                         |
| El Villar                                                 |        | Zalamea la Real                               | No/unknown value                                                                    |
| Lomeritos                                                 |        | Zalamea la Real                               | No/unknown value                                                                    |
| Galaperillo                                               |        | Zalamea la Real                               | No/unknown value                                                                    |
| Cumbre Zendala                                            |        | Zalamea la Real                               | No/unknown value                                                                    |
| Cerca del Cura                                            |        | Zalamea la Real                               | No/unknown value                                                                    |
| Finca de Covaches                                         |        | Zalamea la Real                               | No/unknown value                                                                    |
| El Tejarejo                                               |        | Zalamea la Real                               | No/unknown value                                                                    |
| El Riscal                                                 |        | Zalamea la Real                               | 37° 36′ 16″ N, 6° 39′ 47″ O                                                         |
| La Veguilla                                               |        | Zalamea la Real                               | 37° 36′ 15″ N, 6° 39′ 29″ O                                                         |
| Los Llanetes                                              |        | Zalamea la Real                               | 37° 36′ 14″ N, 6° 38′ 09″ O                                                         |
| Martín Gil                                                |        | Zalamea la Real                               | 37° 36′ 39″ N, 6° 41′ 19″ O                                                         |
| Cabezo de la Mata                                         |        | Zalamea la Real                               | No/unknown value                                                                    |
| La Mezquita                                               |        | Zalamea la Real                               | No/unknown value                                                                    |
| La Esparraguera                                           |        | Zalamea la Real                               | No/unknown value                                                                    |
| Dolmen de La Paloma                                       |        | Zalamea la Real                               | No/unknown value                                                                    |
| Dolmen de la Venta                                        |        | Zalamea la Real                               | No/unknown value                                                                    |
| Argarbi                                                   |        | Zaldibia                                      | 42° 59′ 39″ N, 2° 06′ 57″ O                                                         |
| Ausokoi                                                   |        | Zaldibia                                      | 43° 00′ 36″ N, 2° 06′ 37″ O                                                         |
| Ausokoi Ii                                                |        | Zaldibia                                      | 43° 00′ 49″ N, 2° 07′ 15″ O                                                         |
| Matxitxane                                                |        | Zaldibia                                      | 42° 59′ 22″ N, 2° 07′ 47″ O                                                         |
| Dolmen Pata de Buey I                                     |        | Zarza la Mayor                                |                                                                                     |
| Dolmen Pata de Buey II                                    |        | Zarza la Mayor                                |                                                                                     |
| Pedra Vixía                                               |        | Zas                                           | 43° 02′ 16″ N, 8° 56′ 49″ O                                                         |
| Tartaloetxeta                                             |        | Zegama                                        | 42° 57′ 38″ N, 2° 17′ 09″ O                                                         |
| Trikamuñoota                                              |        | Zegama                                        | 42° 57′ 24″ N, 2° 16′ 24″ O                                                         |
| Oamendi                                                   |        | Zerain                                        | 43° 00′ 06″ N, 2° 18′ 46″ O                                                         |
| Venta de Zarate                                           |        | Zizurkil                                      | 43° 13′ 41″ N, 2° 04′ 45″ O                                                         |
| Zarateko Benta                                            |        | Zizurkil                                      | 43° 13′ 41″ N, 2° 04′ 45″ O                                                         |
| Biamendiko bizkarra                                       |        | Zubieta                                       | 43° 08′ 54″ N, 1° 46′ 40″ O                                                         |
| Makillipurdi (Mutilona)                                   |        | Zubieta                                       | 43° 08′ 29″ N, 1° 44′ 55″ O                                                         |
| Pagazelaieta                                              |        | Zubieta                                       | 43° 08′ 25″ N, 1° 45′ 04″ O                                                         |
| Monte Costa I                                             |        | Zufre                                         | No/unknown value                                                                    |
| La Adelfa                                                 |        | Zufre                                         | No/unknown value                                                                    |
| Monte Acosta II                                           |        | Zufre                                         | No/unknown value                                                                    |
| Monte Acosta VII                                          |        | Zufre                                         | No/unknown value                                                                    |
| Valdelinares                                              |        | Zufre                                         | No/unknown value                                                                    |
| El Palancar                                               |        | Zufre                                         | No/unknown value                                                                    |
| La Corchuela                                              |        | Zufre                                         | No/unknown value                                                                    |
| Casa Nueva                                                |        | Zufre                                         | No/unknown value                                                                    |
| Etxeberriko ardiborda                                     |        | Zugarramurdi                                  | 43° 15′ 38″ N, 1° 33′ 19″ O                                                         |
| Iruarrieta Ii                                             |        | Zumarraga                                     | 43° 07′ 43″ N, 2° 18′ 19″ O                                                         |
| Dolmen del Prado de las Cruces                            |        | Ávila                                         | 40° 40′ 22″ N, 4° 36′ 10″ O                                                         |
| Dolmen de la Pedriza de los Marjales                      |        | Íllora                                        | No/unknown value                                                                    |
| Dolmen de la Loma de Ciaco                                |        | Íllora                                        | No/unknown value                                                                    |
| Dolmen de la Pedriza de Guirao                            |        | Íllora                                        | No/unknown value                                                                    |
| Dólmenes                                                  |        | Íllora                                        | No/unknown value                                                                    |